# Festival international des cinémas d'Asie de Vesoul 2023
Le Festival international des cinémas d'Asie de Vesoul 2023, 29e édition du festival, se déroule du 28 février au 7 mars 2023.

## Déroulement et faits marquants
Outre la compétition, la 29e édition du festival proposa un hommage à Semih Kaplanoğlu et des rétrospectives consacrées au cinéma philippin et au cinéma singapourien,
Un Cyclo d'or d'honneur est remis à Lee Yong-Kwan et Semih Kaplanoglu

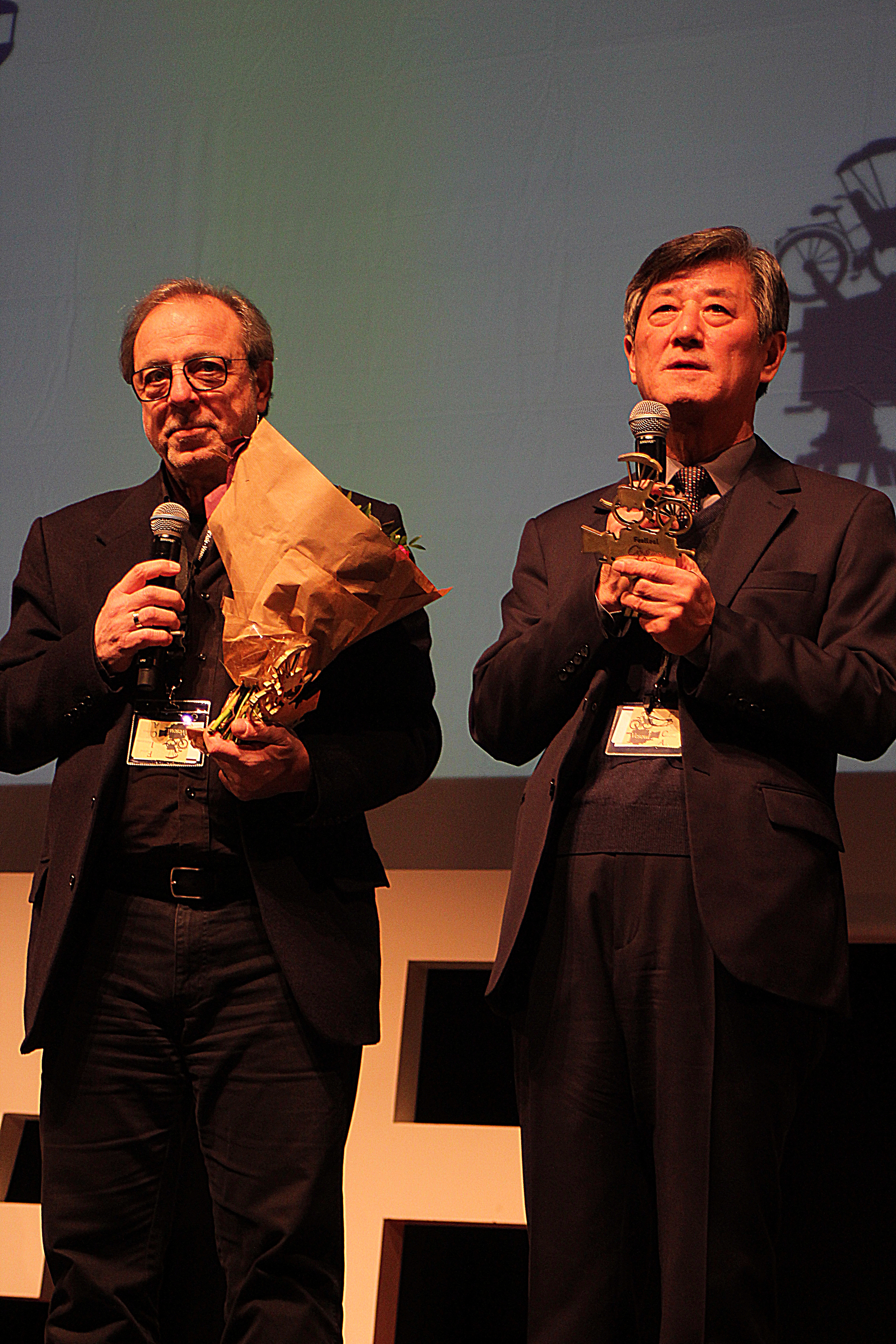
Semih KAPLANOGLU et LEE Yong-kwan, Cyclos d'Or d'Honneur

## Les jurys

### Jury International

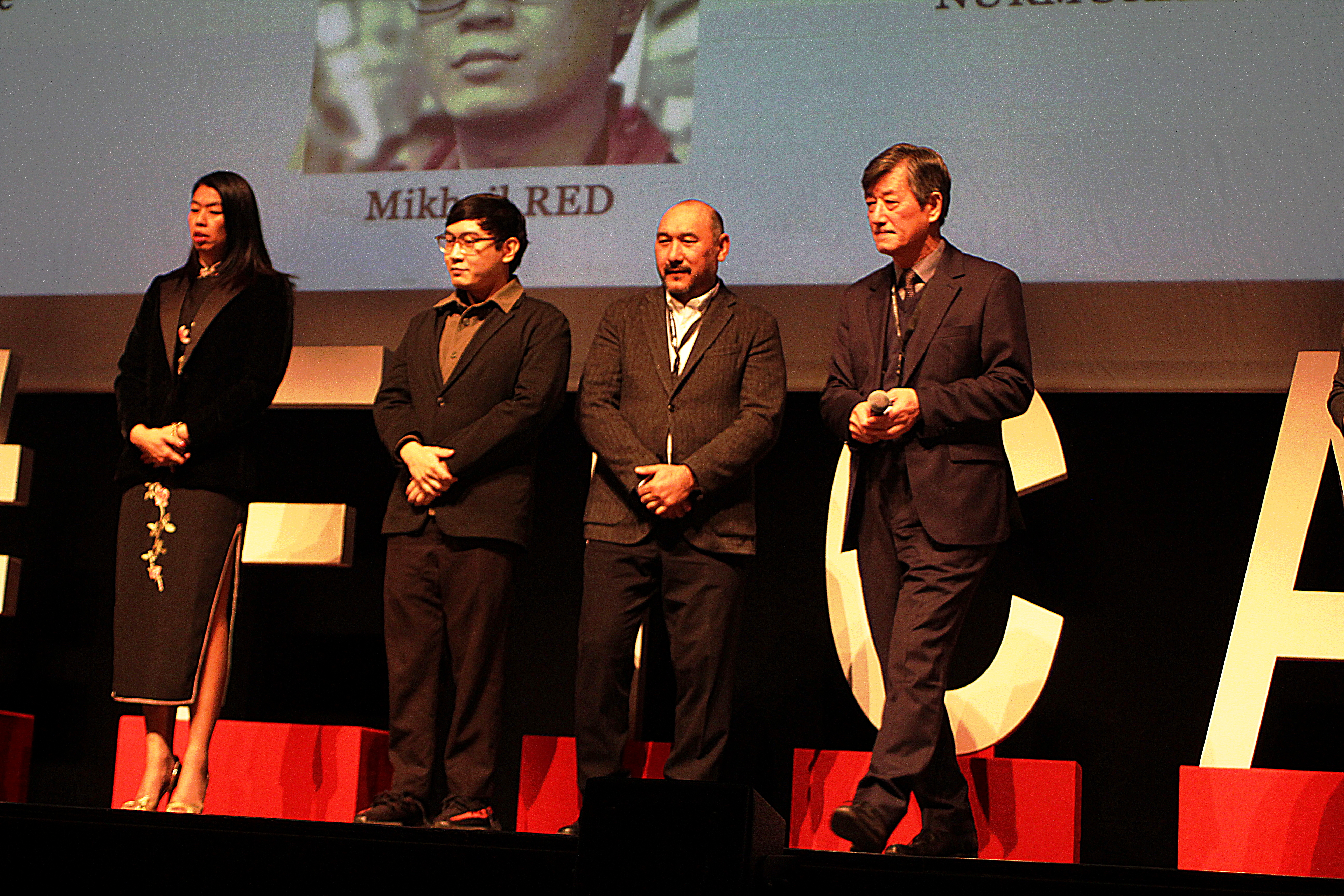
Jury International : Emily J HOE, Mikhail RED, Yerlan NURMUKHAMBETOV et LEE Yong-kwan (Président)

- Lee Yong-kwan (président du jury), directeur du Festival international du film de Busan[2]
- Emily J Hoe, directrice exécutive du Festival International du Film de Singapour
- Yerlan Nurmukhambetov, réalisateur

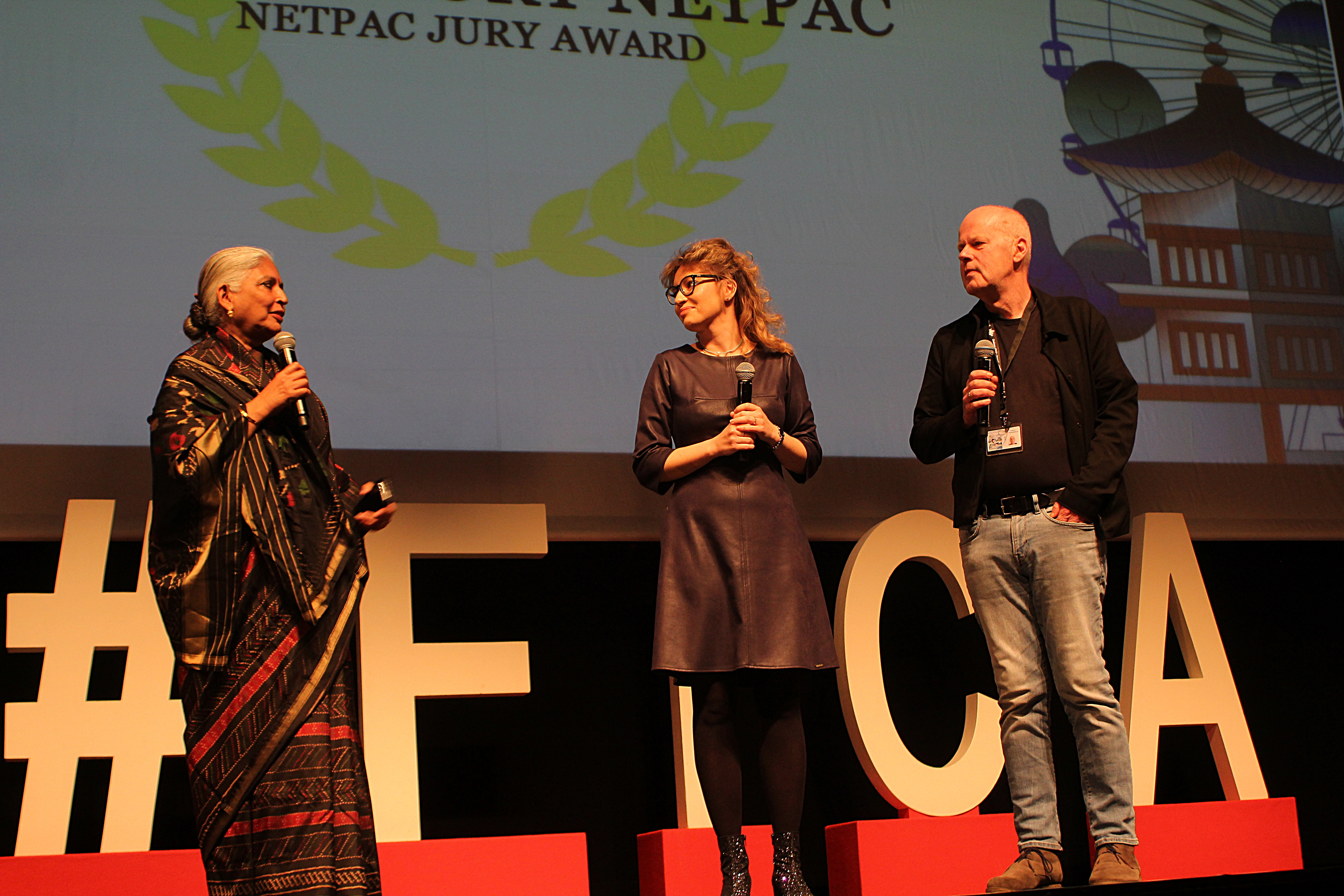
Jury NETPAC: Bina PAUL (Présidente), Diana ASHIMOVA et Andreas UNGERBÖCK

- Mikhail Red, réalisateur

### Jury NETPAC
- Bina Paul (présidente du jury), monteur[2]
- Diana Ashimova, programmatrice de festivals et directrice artistique
- Andreas Ungerböck, journaliste de cinéma

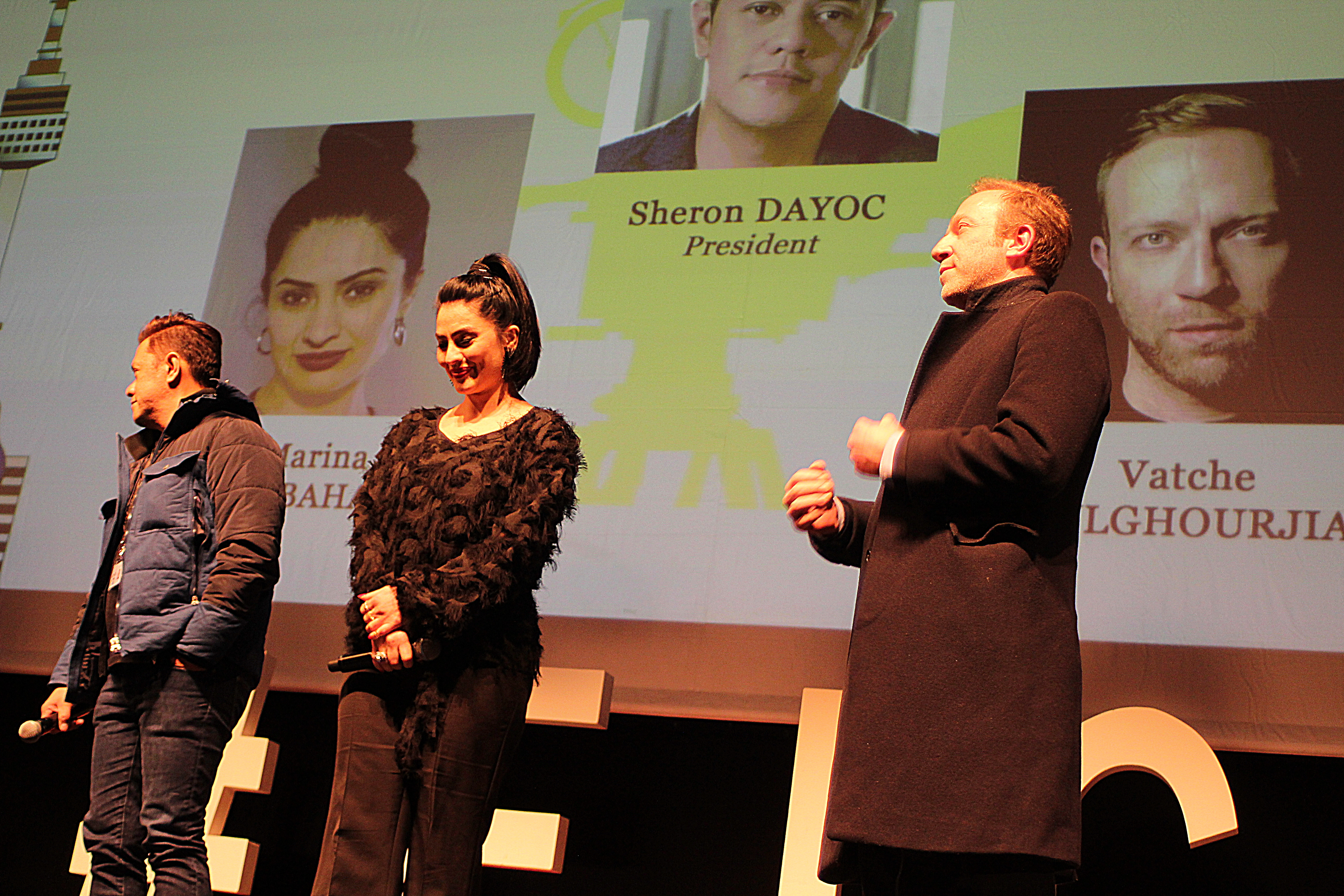
Jury Marc HAAZ : Sheron DAYOC (Président), Marina GOLBAHARI et Vatche BOULGHOURIAN

### Jury Marc Haaz
- Sheron Dayoc (président du jury), producteur[2]

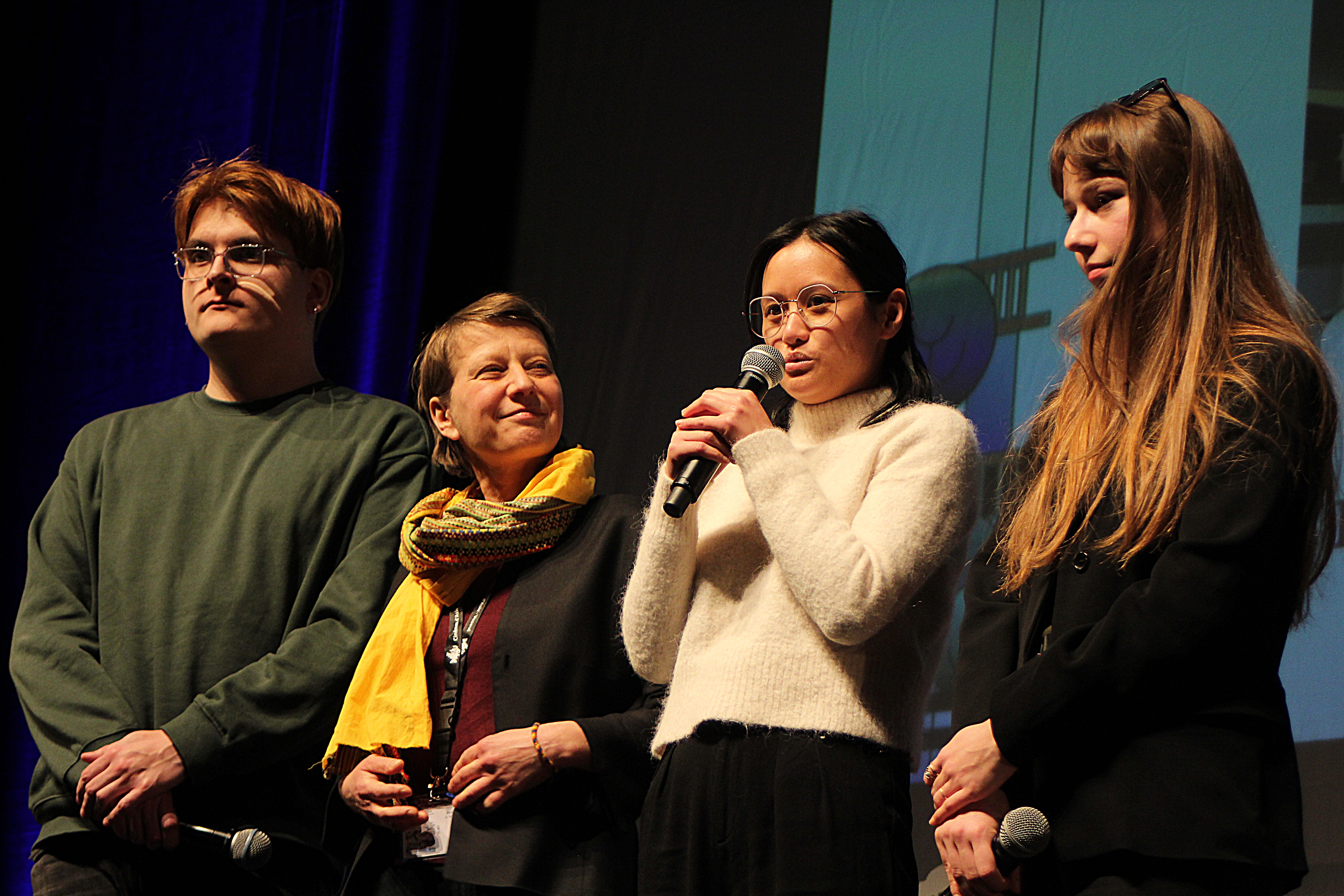
Jury INALCO : Nicolas BARCIKOWSKY, Alexandra de MERSAN (Présidente), Sophie PHAM et Diane PIERRAT

- Vatche Boulghourjian, réalisateur
- Marina Golbahari, actrice

### Jury INALCO
- Alexandra de Mersan (présidente du jury), anthropologue et maîtresse de conférences[2]
- Nicolas Barcikowsky, doctorant à l'INALCO
- Sophie Pham, chargée d'action culturelle à l'Inalco
- Diane Pierrat, étudiante en master à l'INALCO

### Jury de la Critique
- Naman Ramachandran (président du jury), journaliste de cinéma[2]

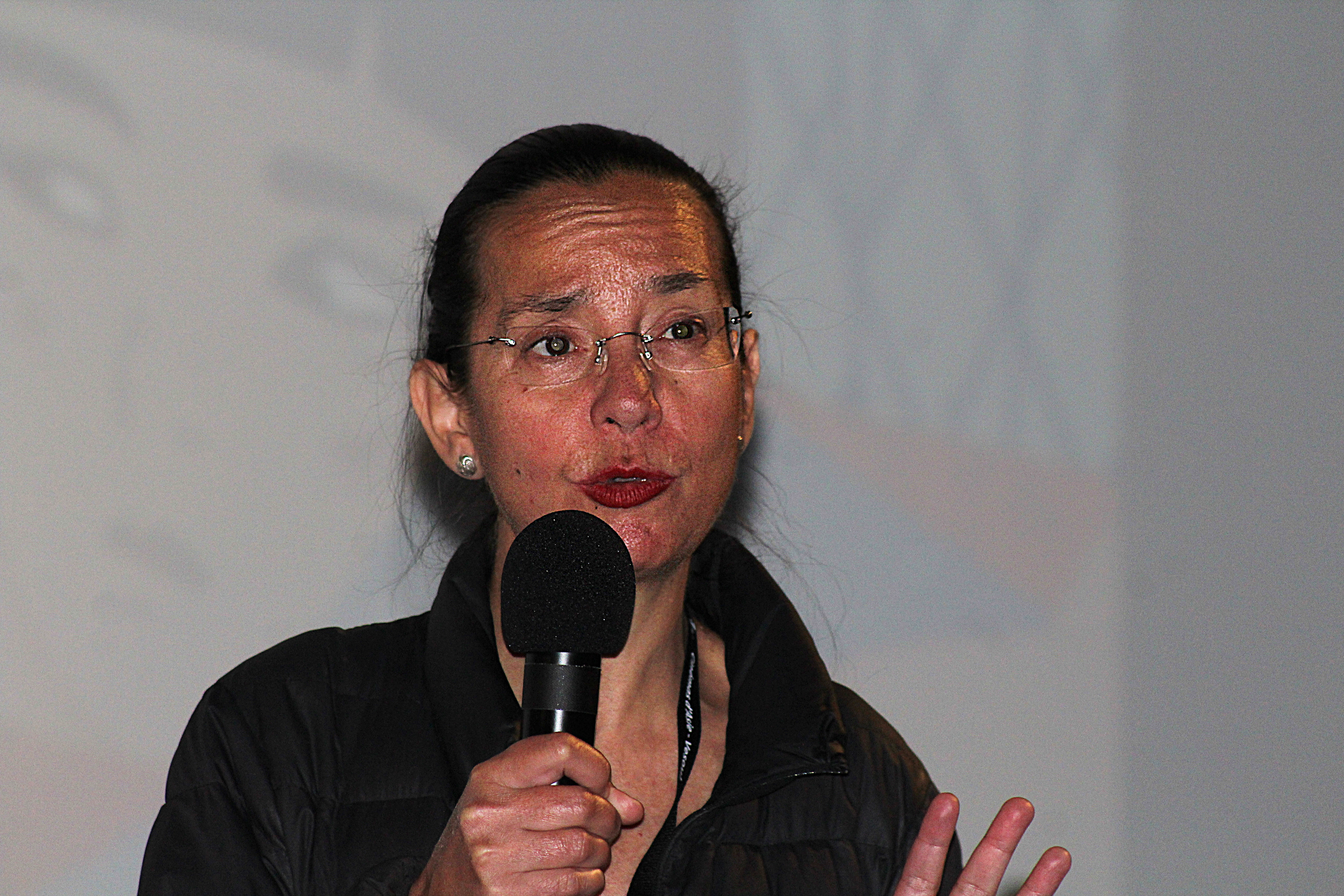
Denitza BANTCHEVA

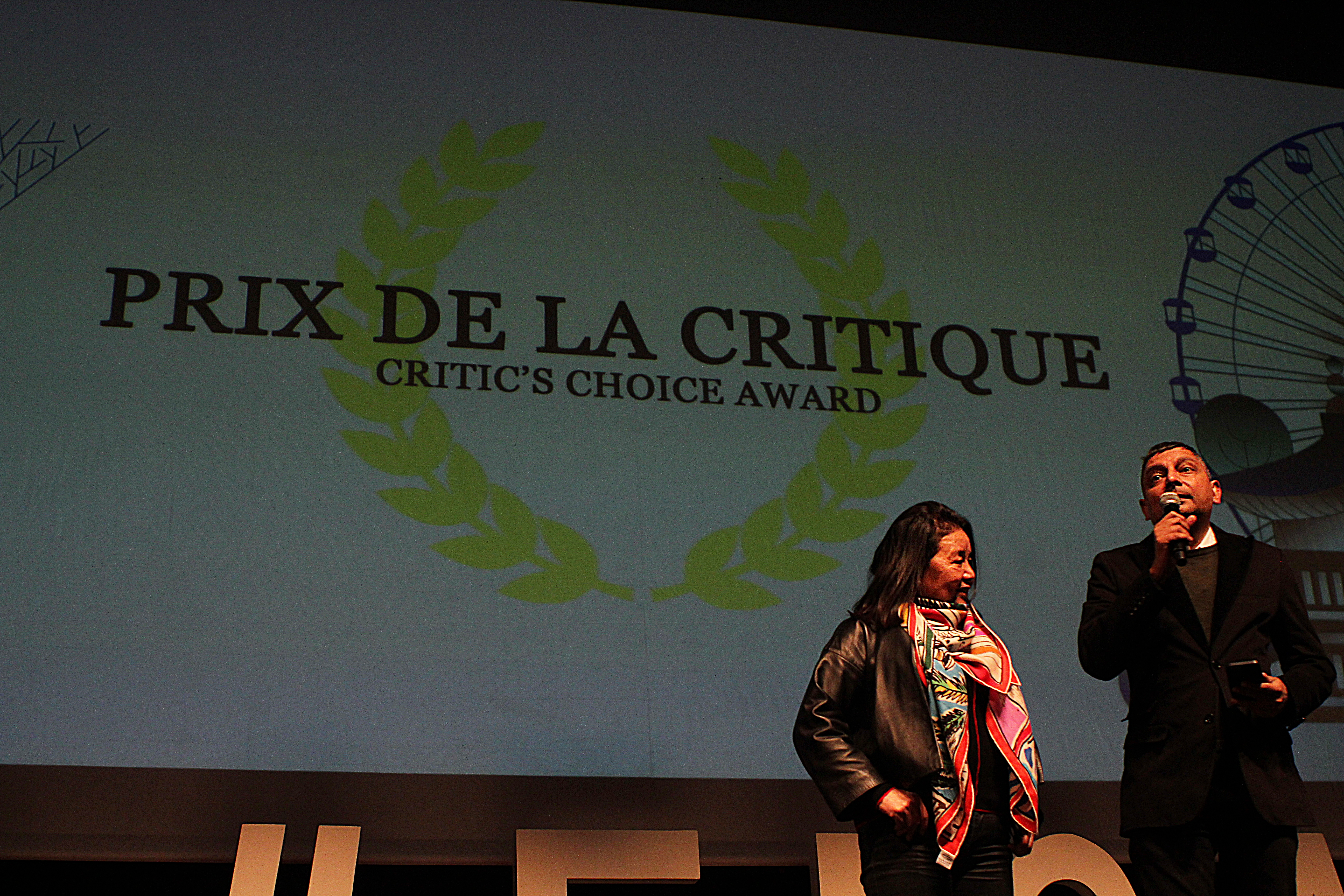
Jury de la Critique ; Sophie GUO et Raman RAMACHANDRAN (Président)

- Denitza Bantcheva, auteure
- Sophie Guo, journaliste

## Sélection

### En compétition
Films de fiction :
- Froid comme le marbre de Asif Rustamov  Azerbaïdjan[2]
- In Our Prime de Liu Yulin  Chine
- A Letter From Kyoto de Kim Min-ju  Corée du Sud
- Behind Veils de Praveen Morchhale  Inde
- No End de Nader Saeivar  Iran
- The Sales Girl de Janchivdorj Sengedorj  Mongolie
- Feast de Brillante Mendoza  Philippines
- LookAtMe de Ken Kwek  Singapour
- Memento Mori : Earth de Marcus Manh Cuong Vu  Vietnam

Films documentaires
- Roots in the Wind de Soraya Akhlaqi  Afghanistan[2]
- La langue de ma mère de Jean-Baptiste Phou  Cambodge
- Song of the Silenced de Gu Li et Cai Yuqi  Chine
- When the Dust Blows Through de Yuxuan Ethan Wu  Chine
- Mask Art of Majuli de Utpal Borpujari  Inde
- L'Amiral Tchoumakov de Laurier Fourniau et Arnaud Alberola  Kirghizistan
- Le Capitol de Singapour de Raphaël Millet  Singapour
- Once Upon a Bridge in Vietnam de François Bibonne  Vietnam

### Avant-premières
- Love Life de Kōji Fukada  Japon[2]
- Quand les vagues se retirent de Lav Diaz  Philippines
- Burning Days de Emin Alper  Turquie

### Cinémas des diasporas asiatiques
- Flee de Jonas Poher Rasmussen  Afghanistan -  Danemark
- Ma Famille afghane de Michaela Pavlátová  France -  République tchèque -  Slovaquie
- Rendez-vous à Brick Lane de Sarah Gavron  Bangladesh -  Royaume-Uni
- L'Adieu de Lulu Wang  Chine -  États-Unis
- Retour à Séoul de Davy Chou  France -  Corée du Sud
- La Particule humaine de Semih Kaplanoglu  Turquie
- Minari de Lee Isaac Chung  Corée du Sud -  États-Unis
- Le Président de Mohsen Makhmalbaf  Géorgie -  Royaume-Uni
- Slam de Partho Sen-Gupta  Inde -  Australie -  France
- Siddharth de Richie Mehta  Inde -  Canada
- The Charmer de Milad Alami  Iran -  Danemark
- Téhéran Tabou de Ali Soozandeh  Iran -  Allemagne -  Autriche
- Goodbye mister Wong de Kiyé Simon Luang  Laos -  France
- Memory Box de Joana Hadjithomas et Khalil Joreige  Liban -  Canada
- Tramontane de Vatche Boulghourjian  Liban -  France
- Noor de Cağla Zencirci et Guillaume Giovanetti  Pakistan -  France -  Turquie
- Gaza mon amour de Tarzan Nasser et Arab Nasser  Palestine -  France
- Le Petit homme de Sudabeh Mortezai  Russie -  Autriche
- Crazy Rich Asians de Jon M. Chu  Singapour -  États-Unis
- Le Traducteur de Rana Kazkaz et Anas Khalaf  Syrie -  France
- Qui a tué Lady Winsley ? de Hiner Saleem  Turquie -  France -  Belgique
- Mustang de Deniz Gamze Ergüven  Turquie -  France

### Hommage àSemih Kaplanoğlu
- Away from Home
- La Chute de l'ange
- Yumurta
- Lait
- Miel
- La Particule humaine
- Commitment (Baglilik Asli)
- Les Promesses d'Hasan

### Regard sur le cinéma de Singapour
- Jewel in the Slum de Haji Mahadi
- The Lion City de Yi Sui
- Dang Anom de Hussein Haniff
- Ring of Fury de Tony Yeow et James Sebastian
- Forever Fever de Glen Goei
- Mee Pok Man de Eric Khoo
- 12 Storeys de Eric Khoo
- Be with Me de Eric Khoo
- My Magic de Eric Khoo
- Tatsumi de Eric Khoo
- 15 : The Movie de Royston Tan
- Ah Ma de Anthony Chen
- Ilo Ilo de Anthony Chen
- Apprentice de Boo Junfeng

### Regard sur le cinéma philippin
- A Portrait of the Artist as Filipino de Lamberto V. Avellana
- Three Years Without God de Mario O'Hara
- A Speck in the Water de Ishmael Bernal
- Perfumed Nightmare de Kidlat Tahimik
- Kisapmata de Mike De Leon
- Cain et Abel de Lino Brocka
- The Seventies de Chito S. Roño
- Ma' Rosa de Brillante Mendoza
- Les Femmes de la rivière qui pleure de Sheron Dayoc
- Neomanila de Mikhail Red
- Black Rainbow de Zig Dulay
- Metro Manila de Sean Ellis
- Blanka de Kohki Hasei

### Japanimation
- De l'autre côté du ciel de Yusuke Hirota  Japon
- Liz et l'Oiseau bleu de Naoko Yamada  Japon

### Hors Compétition
- Jiseok de Kim Young-jo

## Palmarès
Le 7 mars 2023, le palmarès est dévoilé : le Cyclo d'or est remporté par le film mongol The Sales Girl de Janchivdorj Sengedorj , le grand prix du jury est décerné au film azéri Froid comme le marbre de Asif Rustamov et le prix du jury est remis à deux films ex-æquo : No End de Nader Saeivar et A Letter From Kyoto de Kim Min-ju,,
- Cyclo d'or : The Sales Girl de Janchivdorj Sengedorj [2]
- Grand prix du jury : Froid comme le marbre de Asif Rustamov

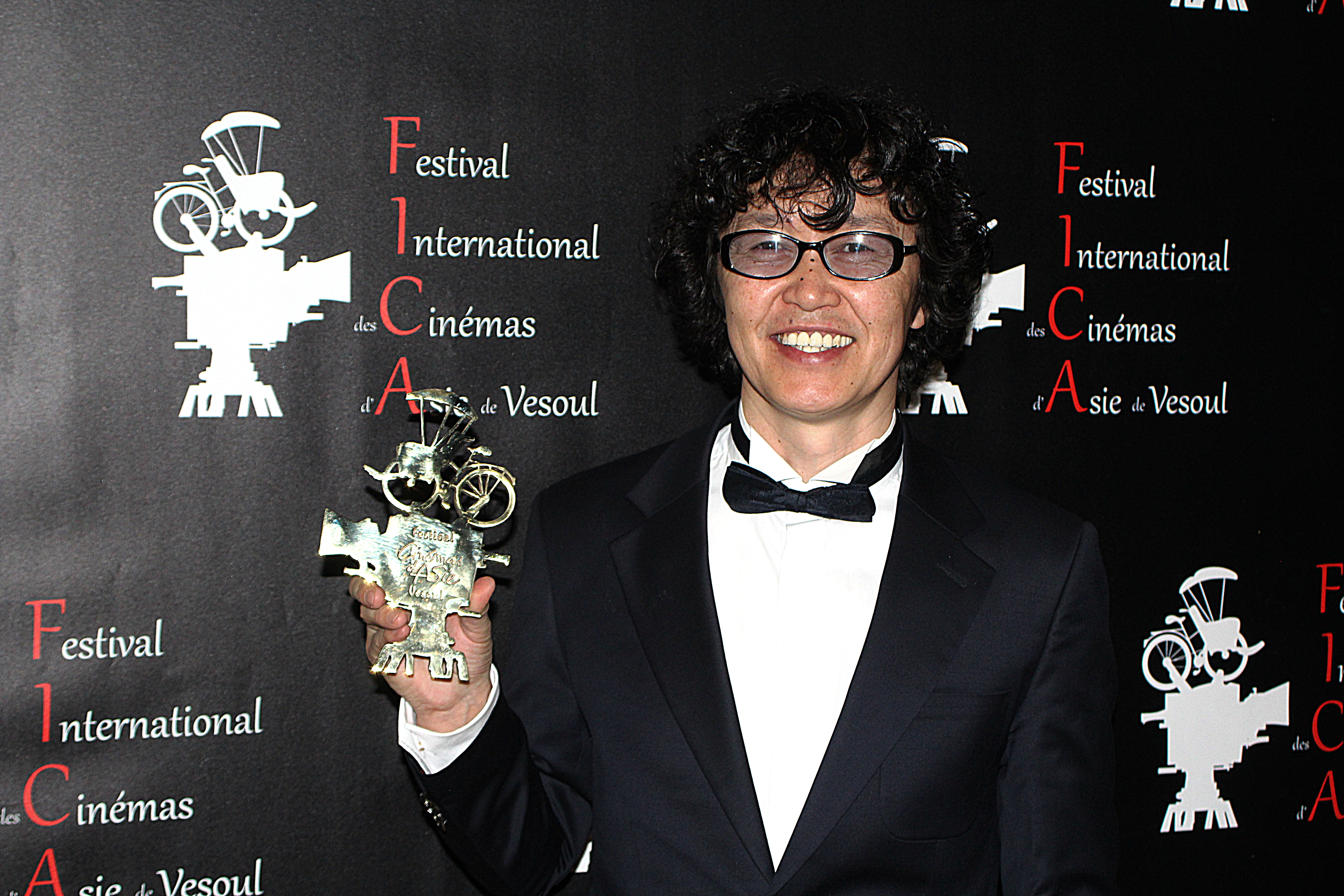
Janchivdorj SENGEDORJ, Cyclo d'Or 2023

- Janchivdorj SENGEDORJ, Cyclo d'Or 2023Prix du Jury : No End de Nader Saeivar et A Letter From Kyoto de Kim Min-ju
- Prix du jury Netpac  : Froid comme le marbre de Asif Rustamov
- Prix de la critique : No End de Nader Saeivar
- Prix Inalco  : Behind Veils de Praveen Morchhale
- Coup de cœur Inalco  : A Letter From Kyoto de Kim Min-ju
- Prix du public du film de fiction : LookAtMe de Ken Kwek
- Prix du jury lycéen fiction : LookAtMe de Ken Kwek
- Prix du public du film documentaire : La Langue de ma mère de Jean-Baptiste Phou
- Prix du jury lycéen documentaire : Roots in the Wind de Soraya Akhlaqi
- Cyclo d'or d'honneur : Lee Yong-Kwan et Semih Kaplanoglu

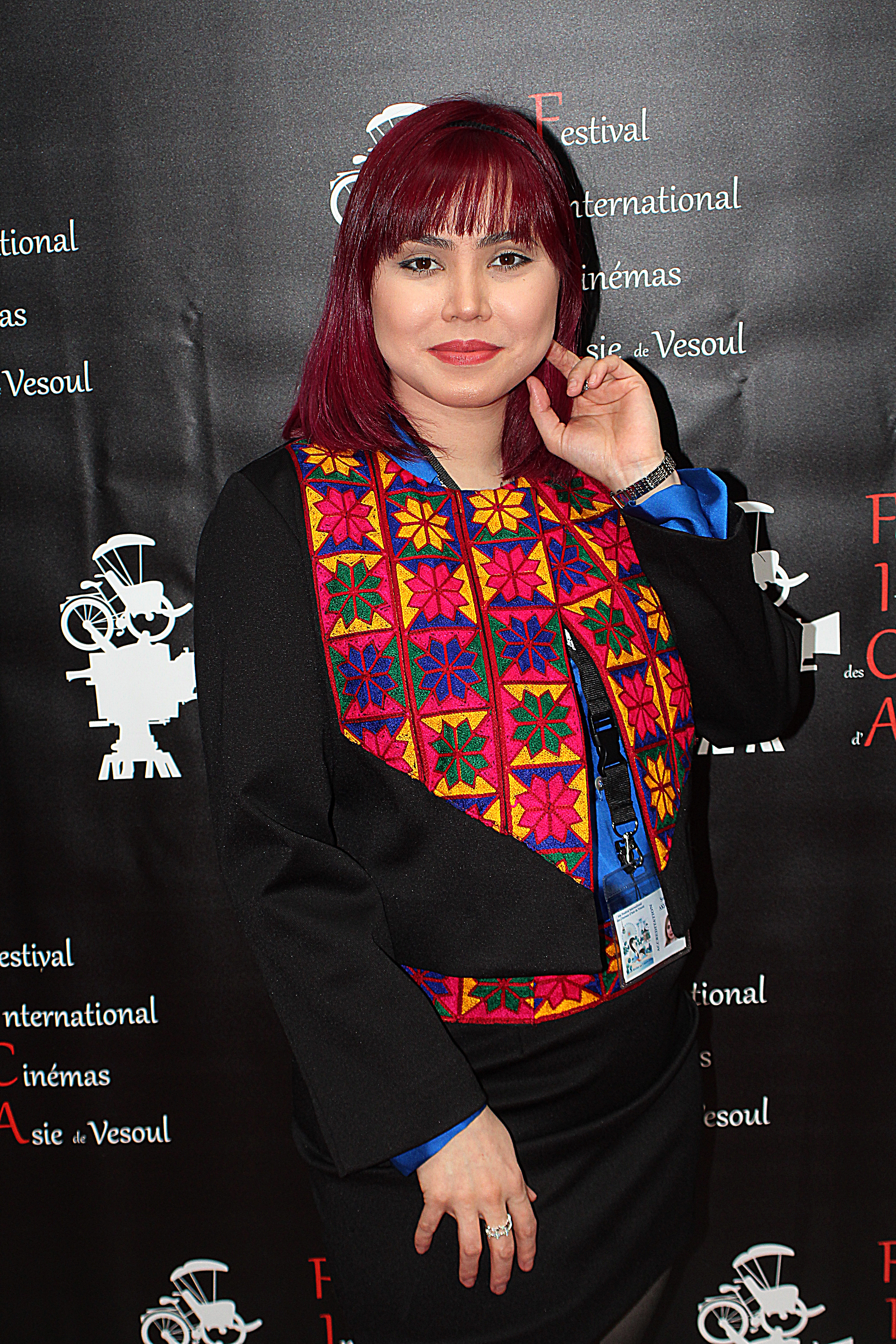
Soraya AKHLAQI
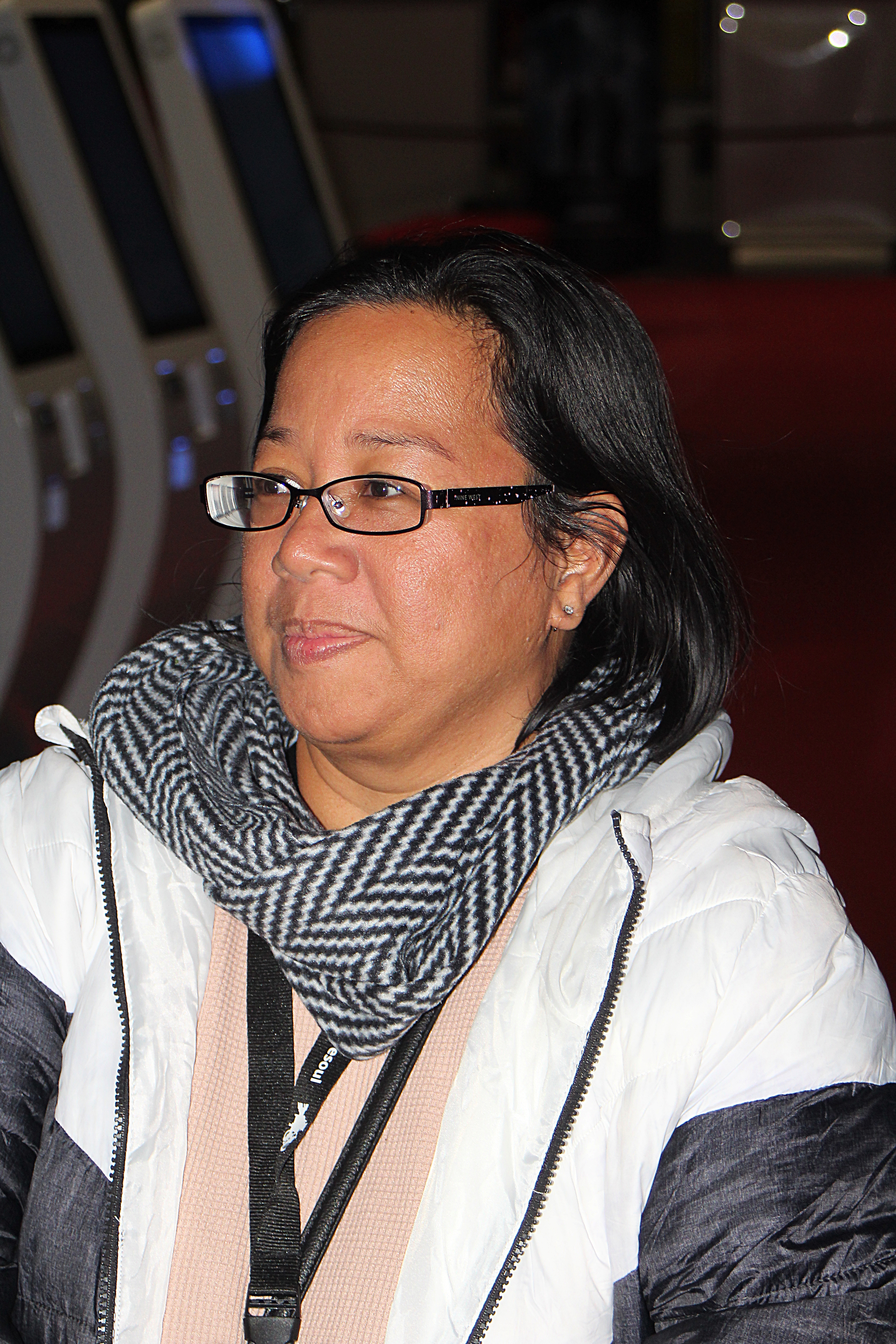
Rica AREVALO
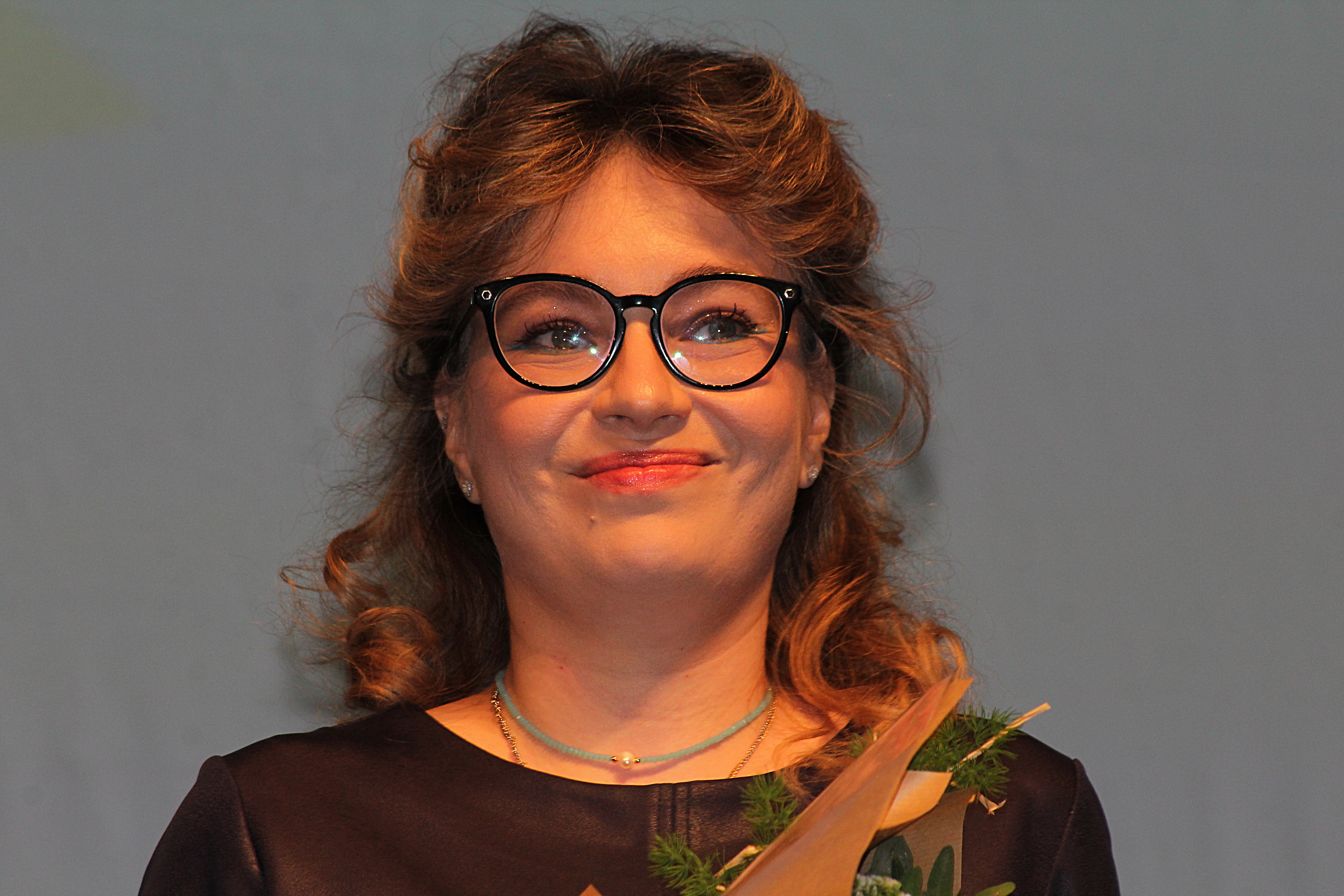
Diana ASHIMOVA
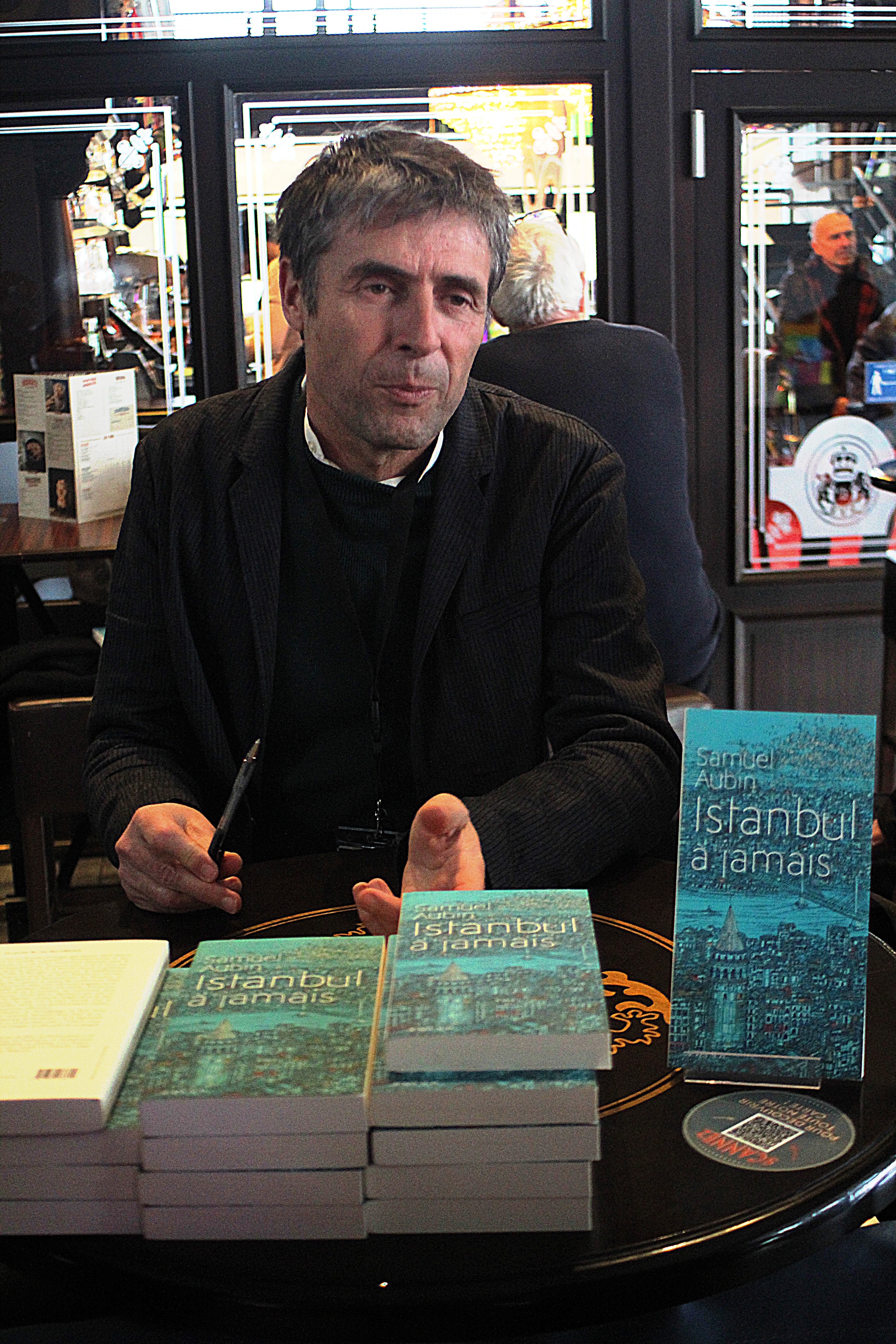
Samuel AUBIN
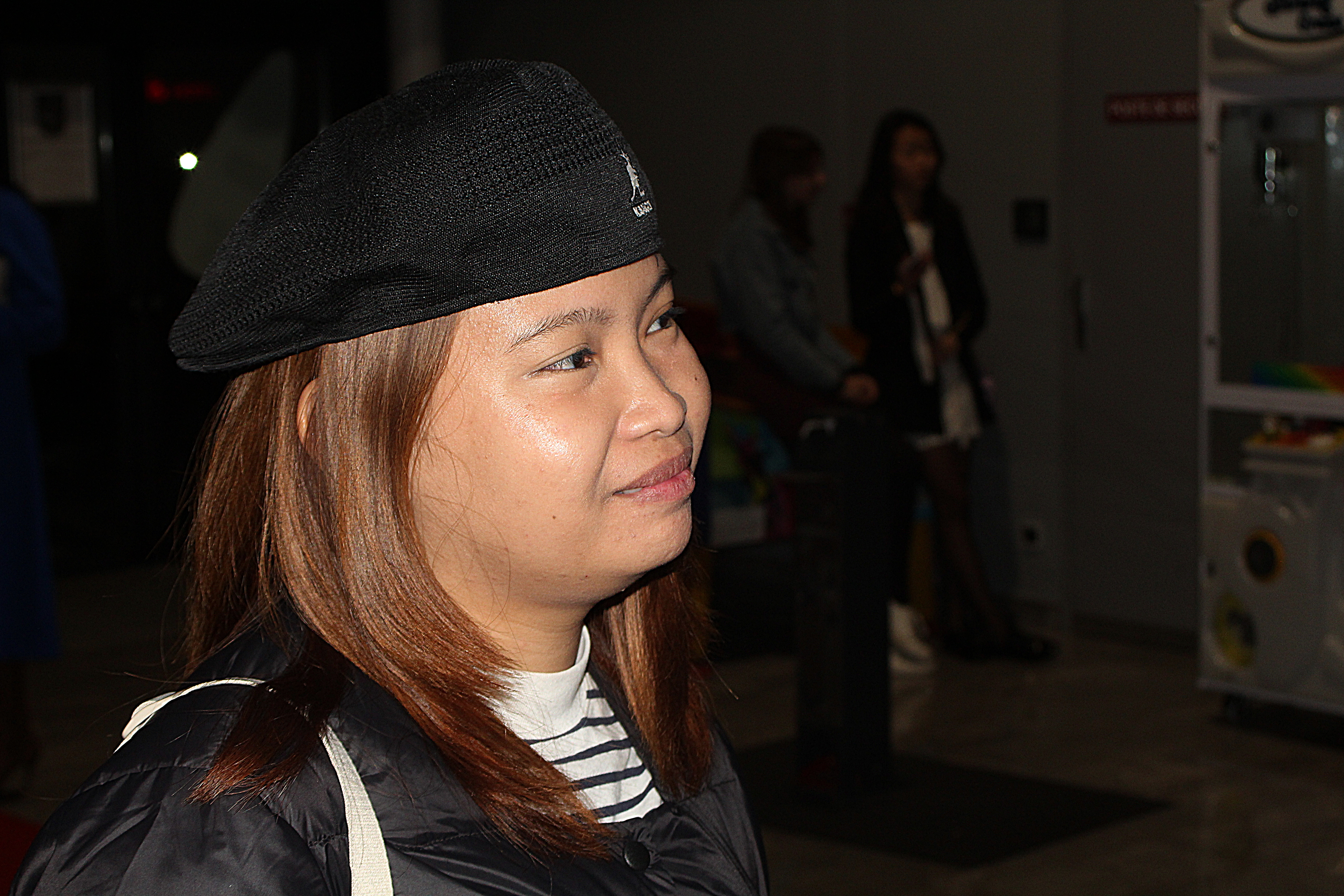
Micah BACCAY
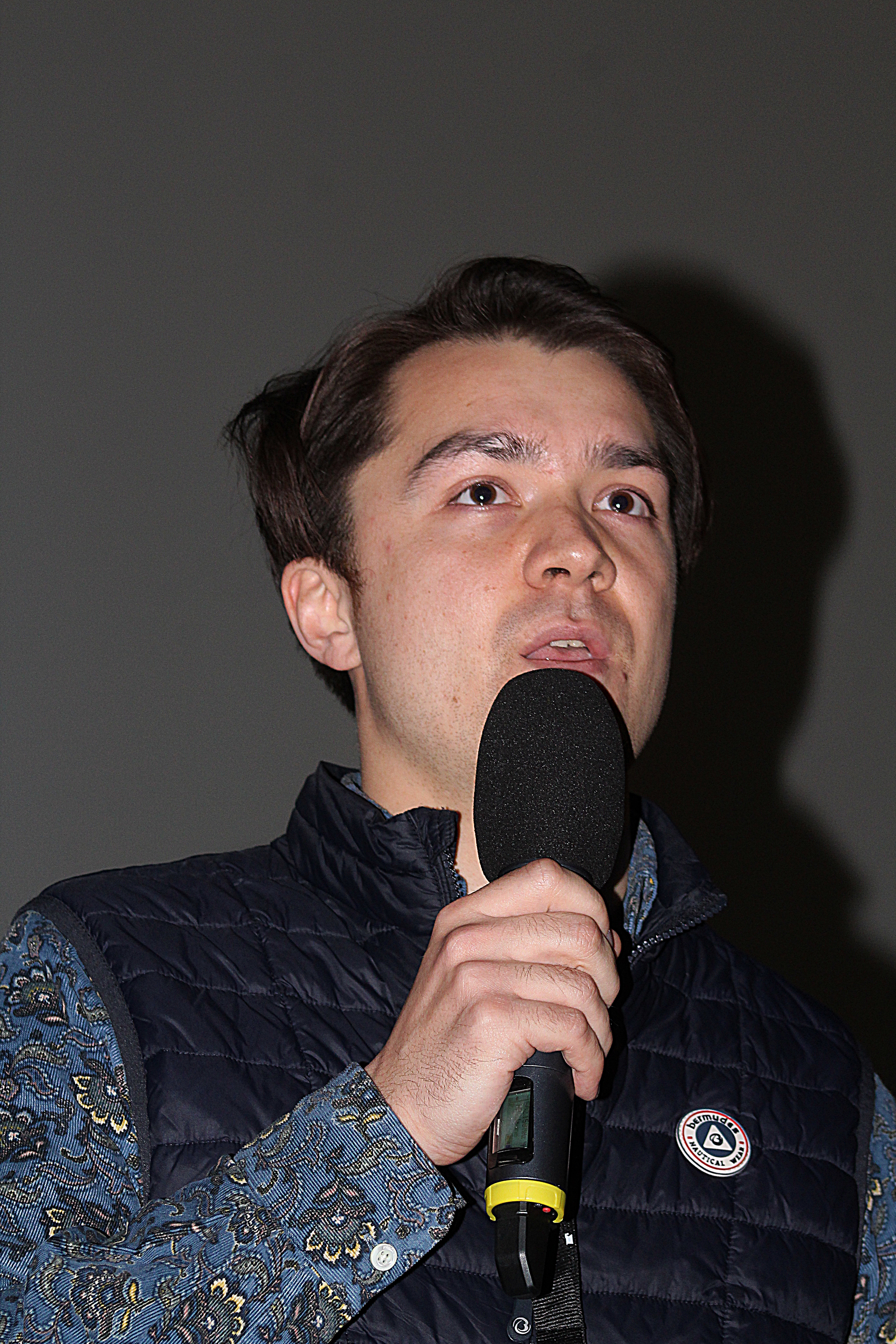
François BIBONNE
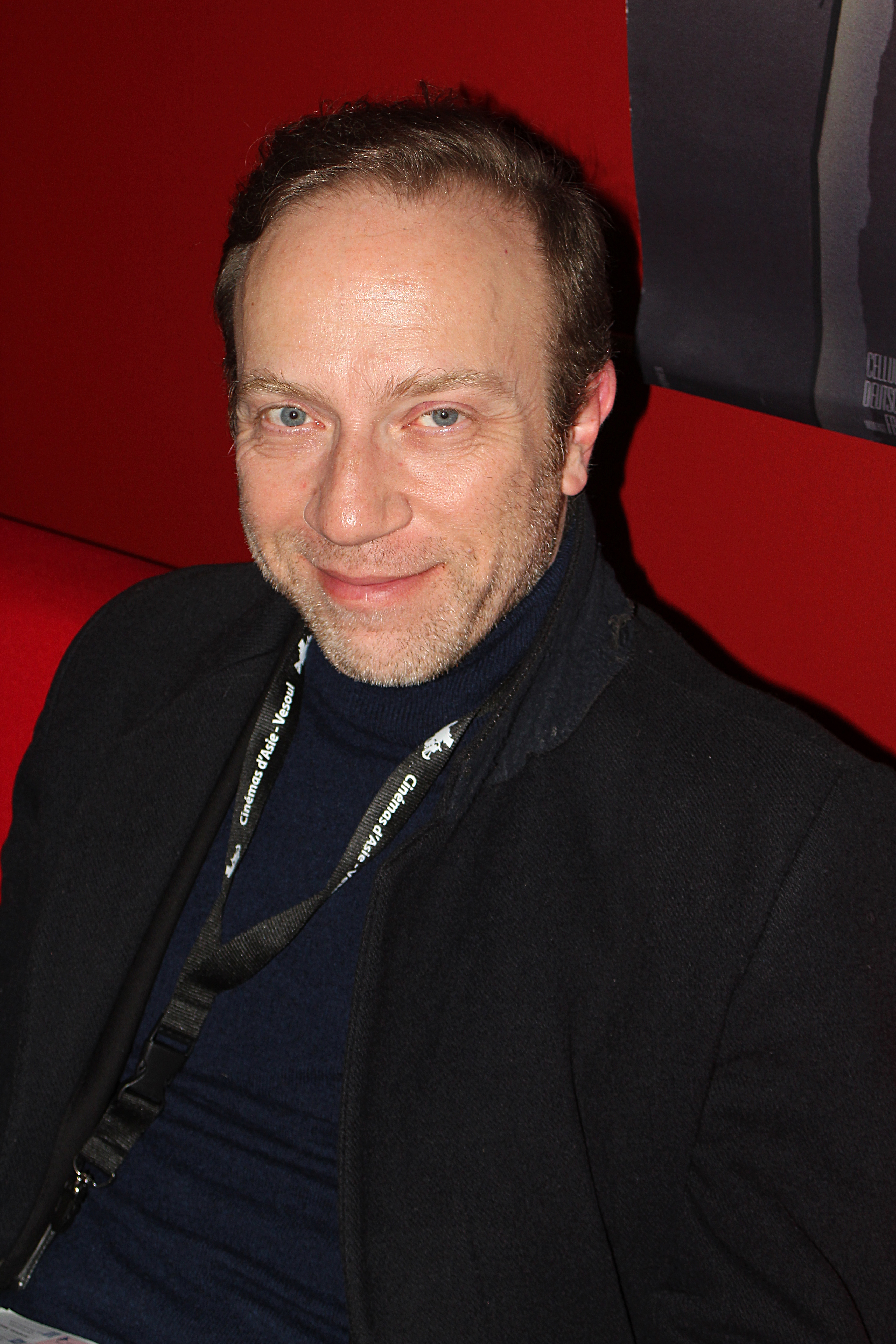
Vatche BOULGHOURJIAN
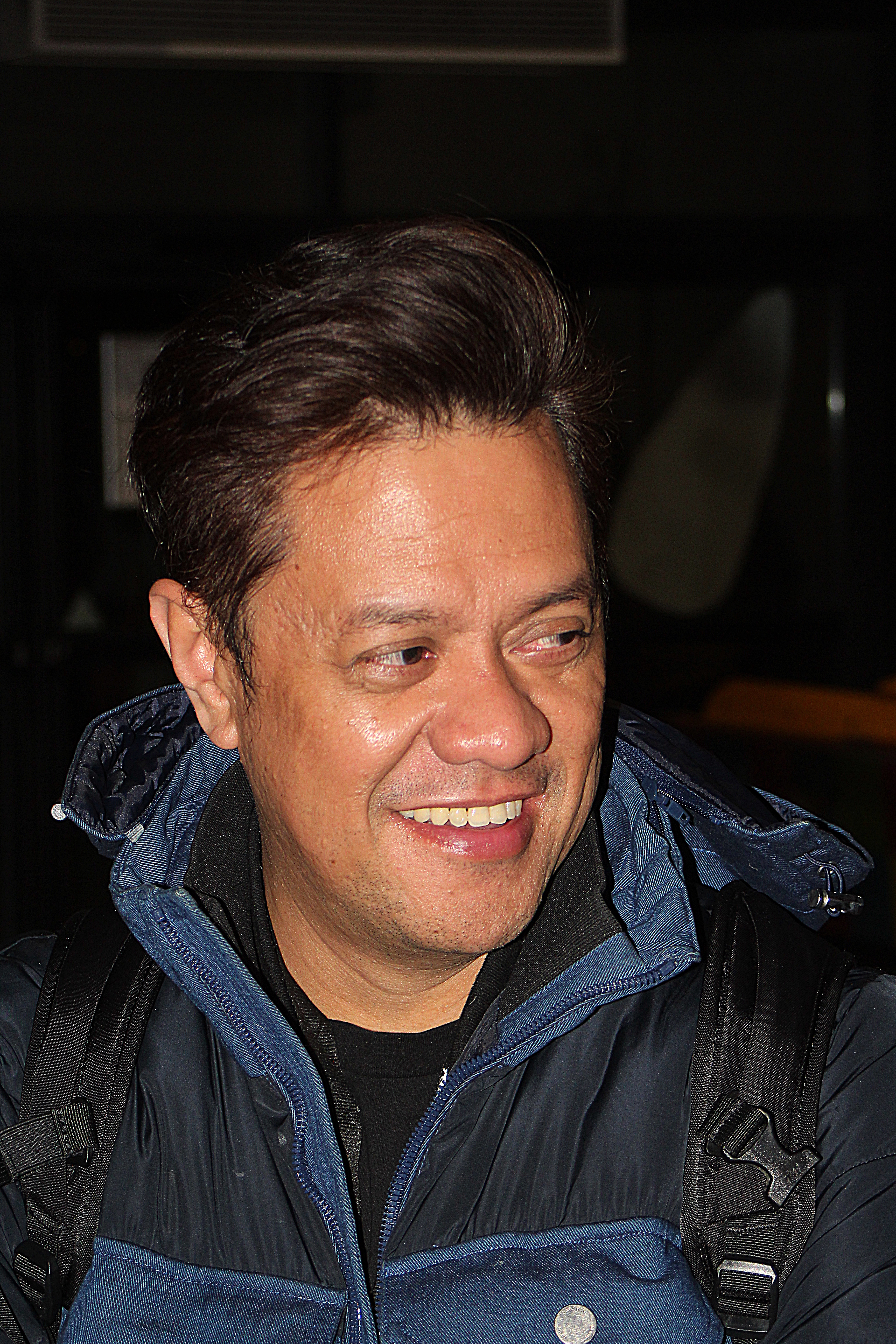
Sheron DAYOC
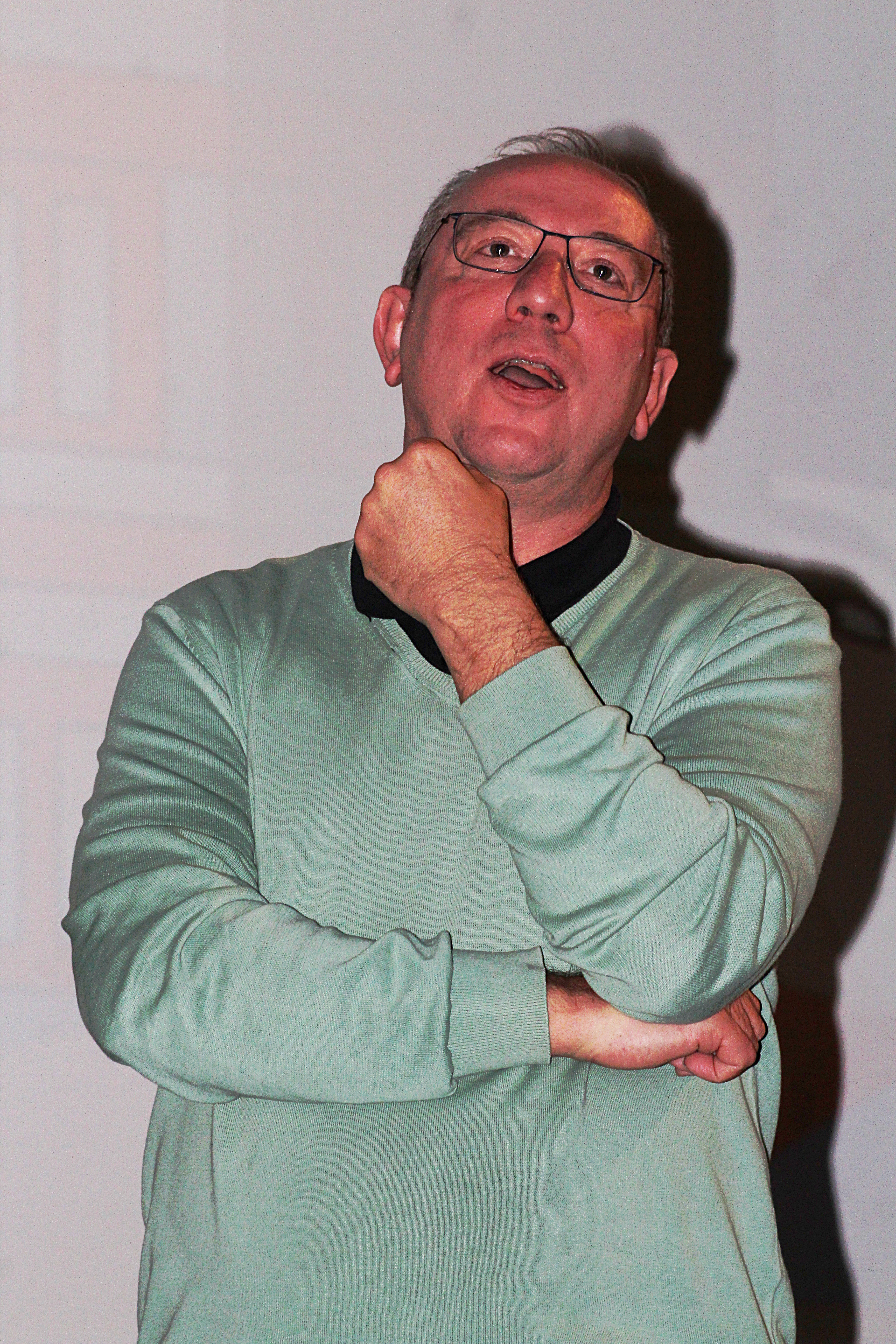
Guillaume de SEILLE
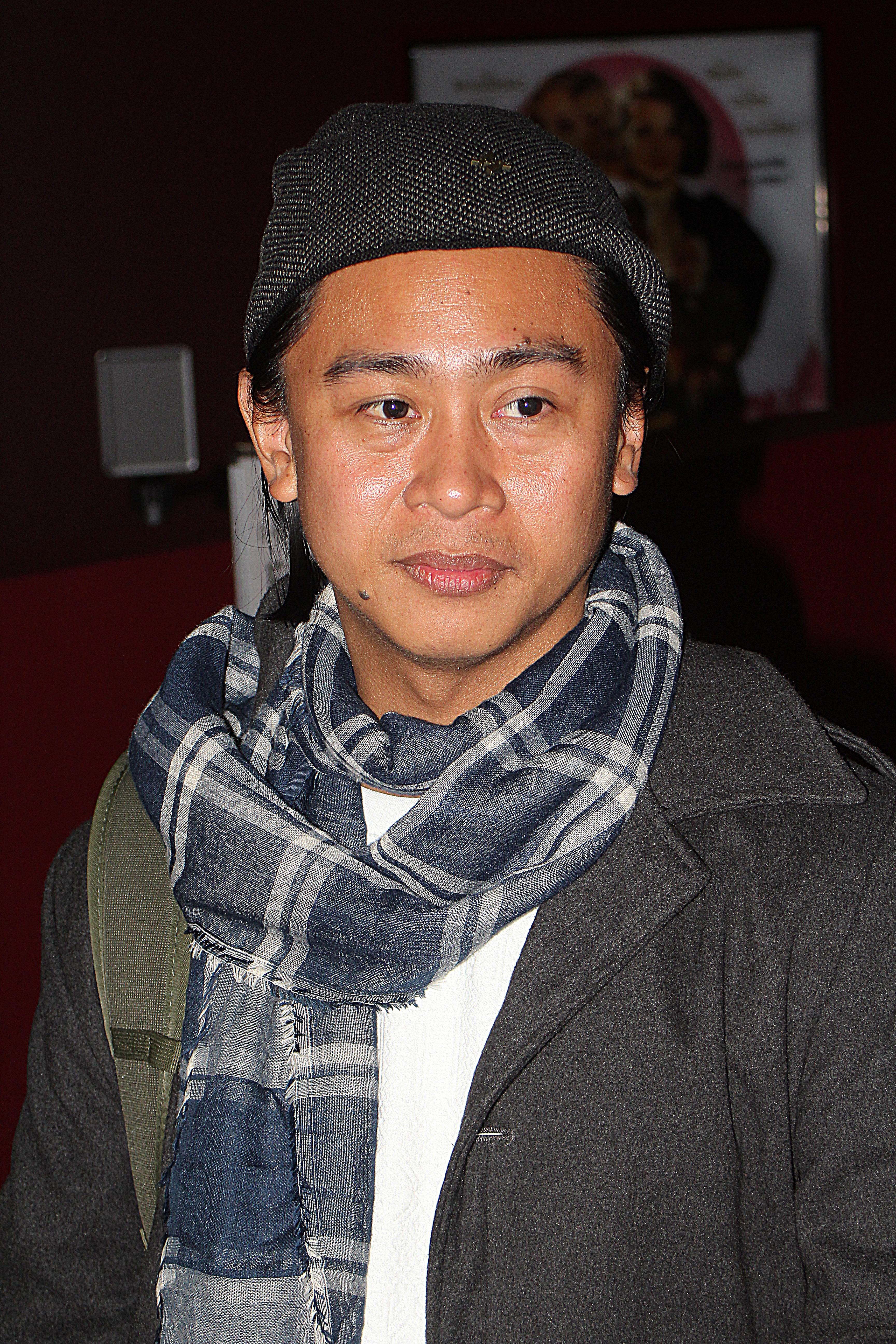
Zig DULAY
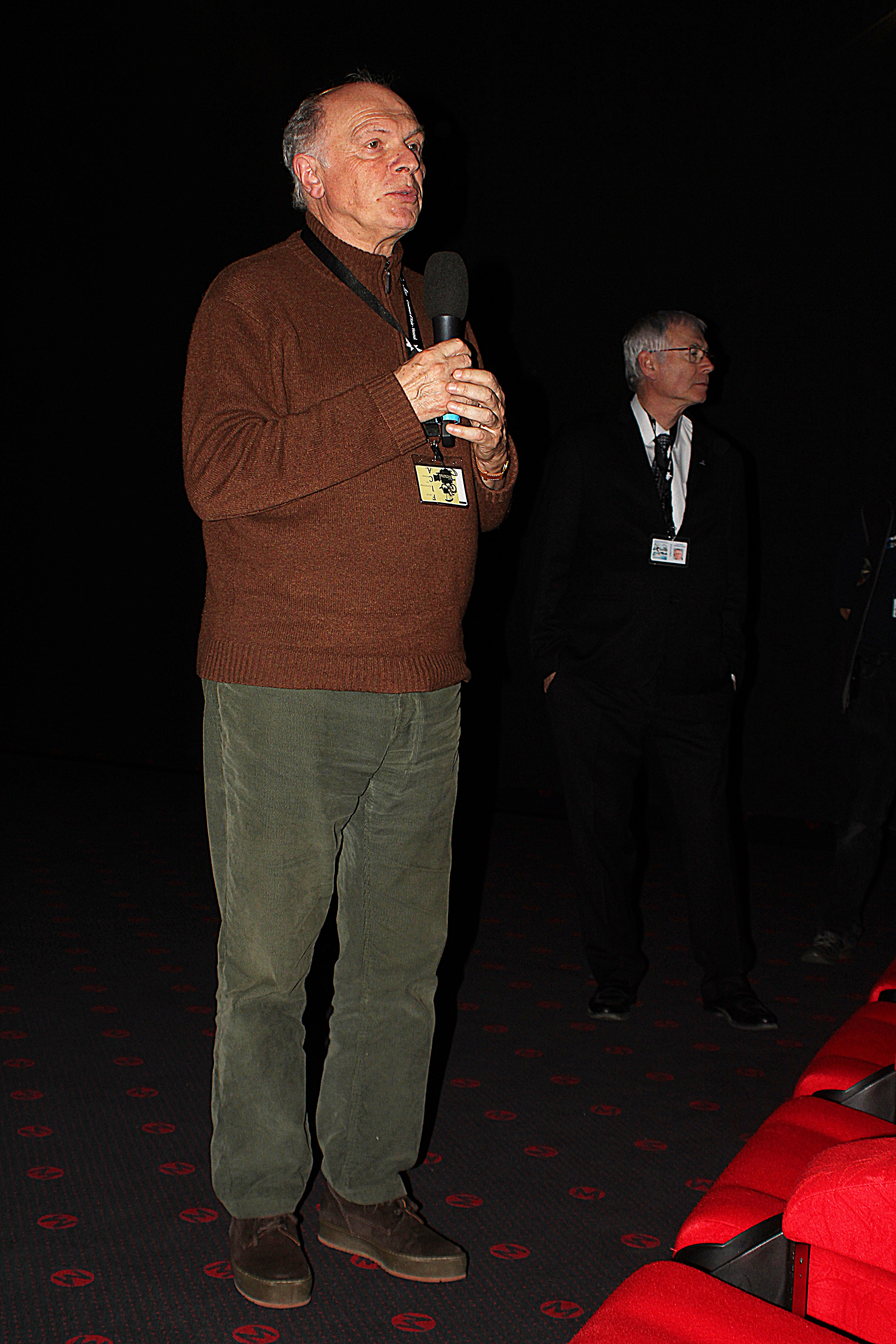
Joël FARGES
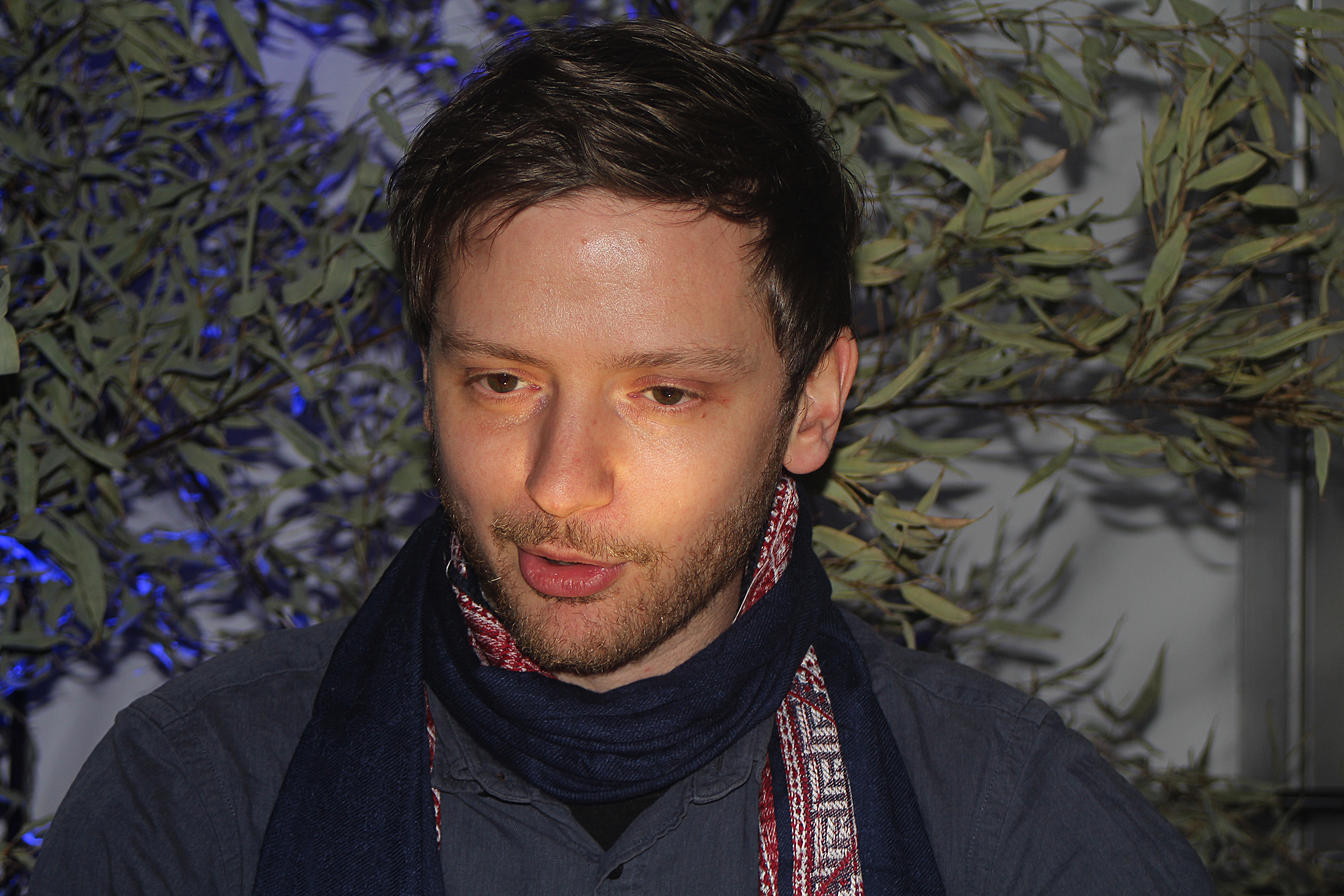
Laurier FOURNIAU
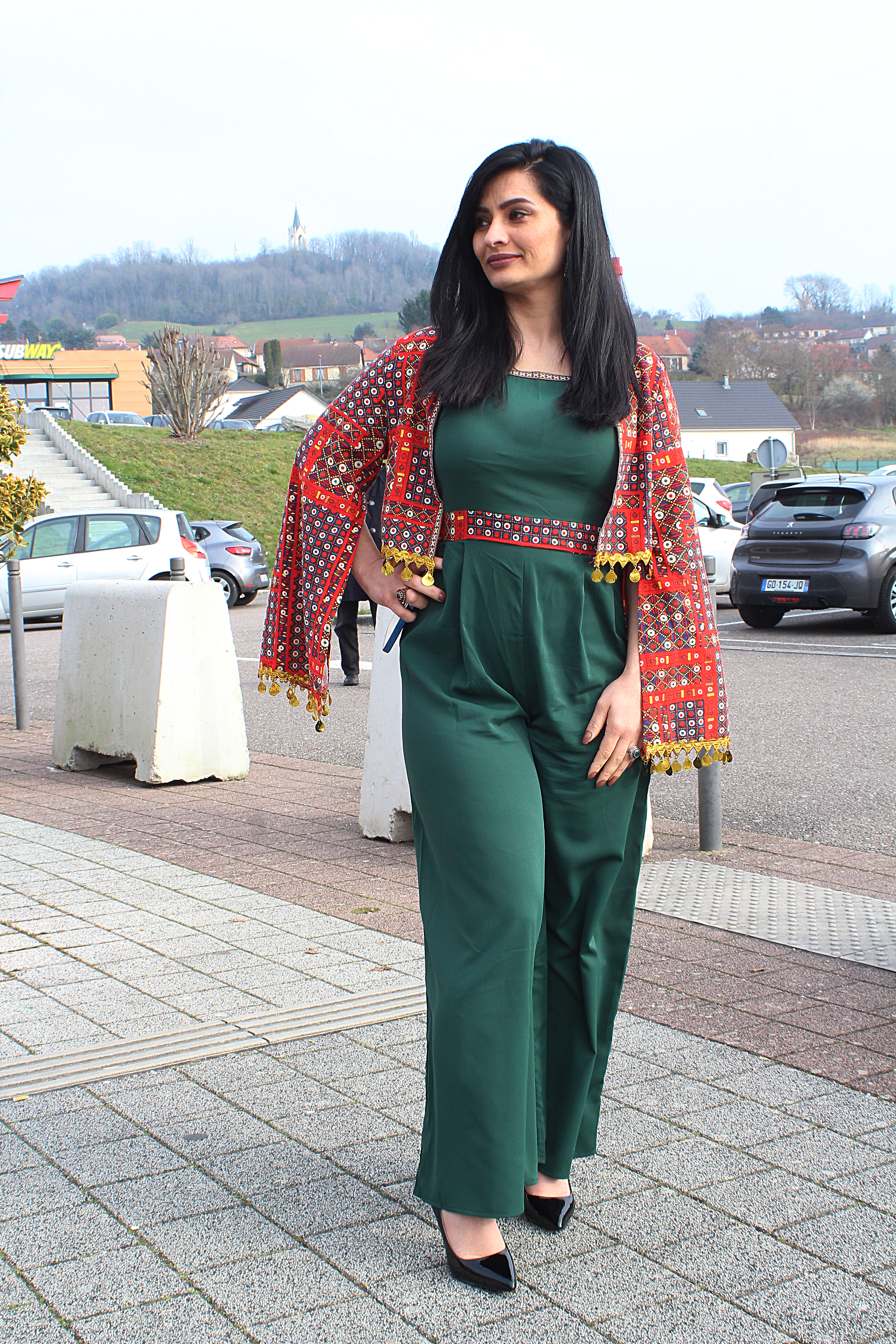
Marina GULBAHARI
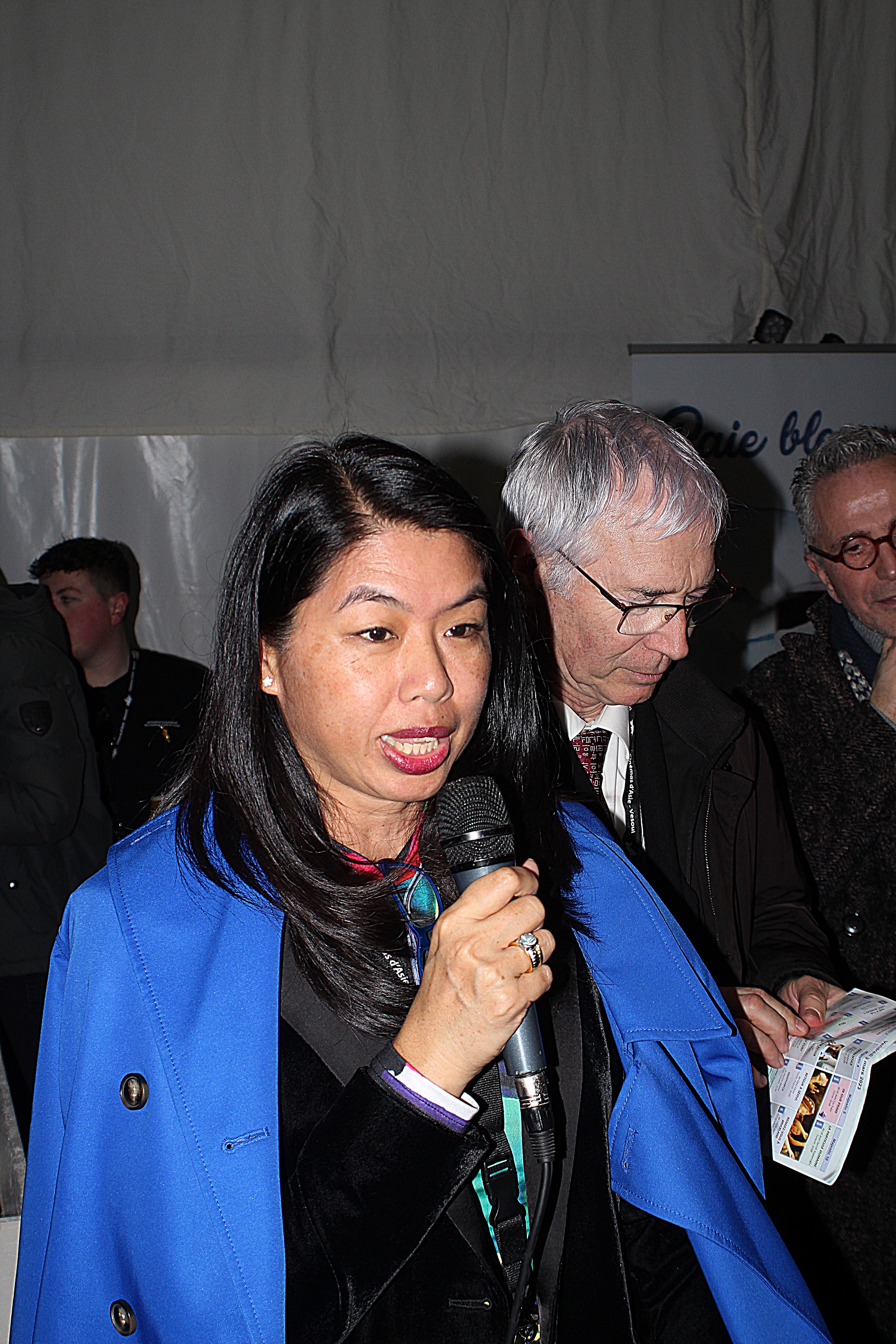
Emily Jane HOE
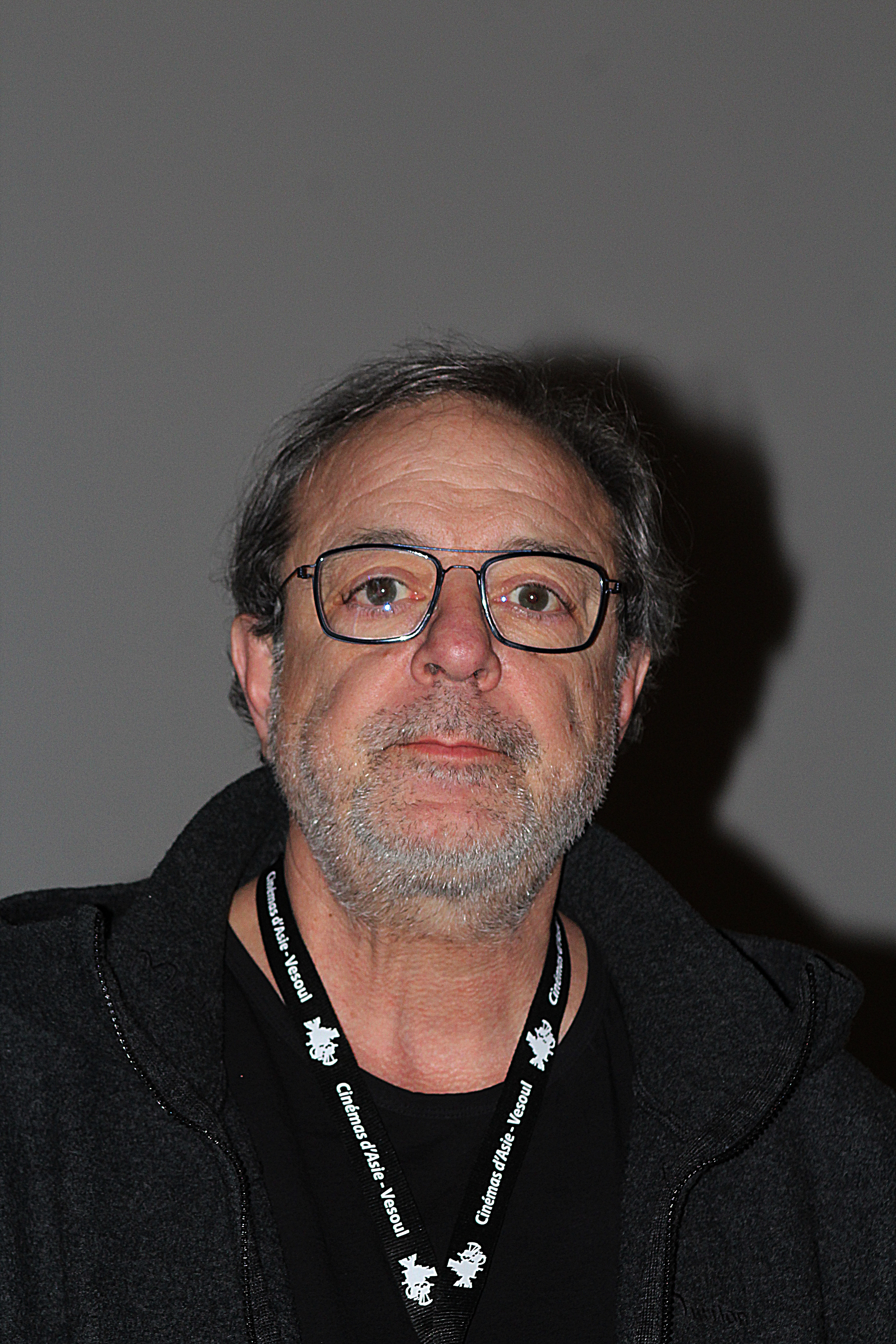
Semih KAPLANOGLU
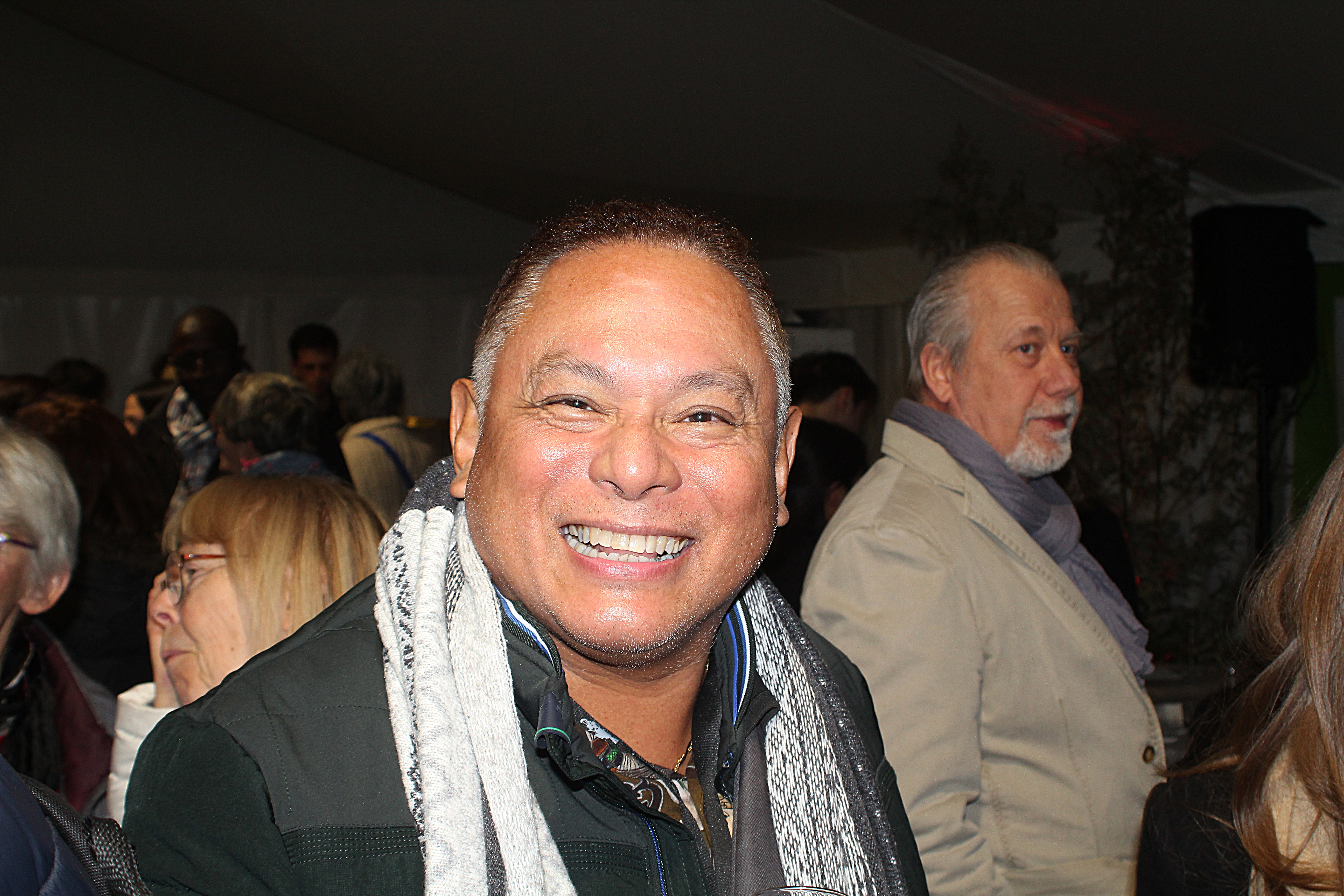
Leo KATIGBAK
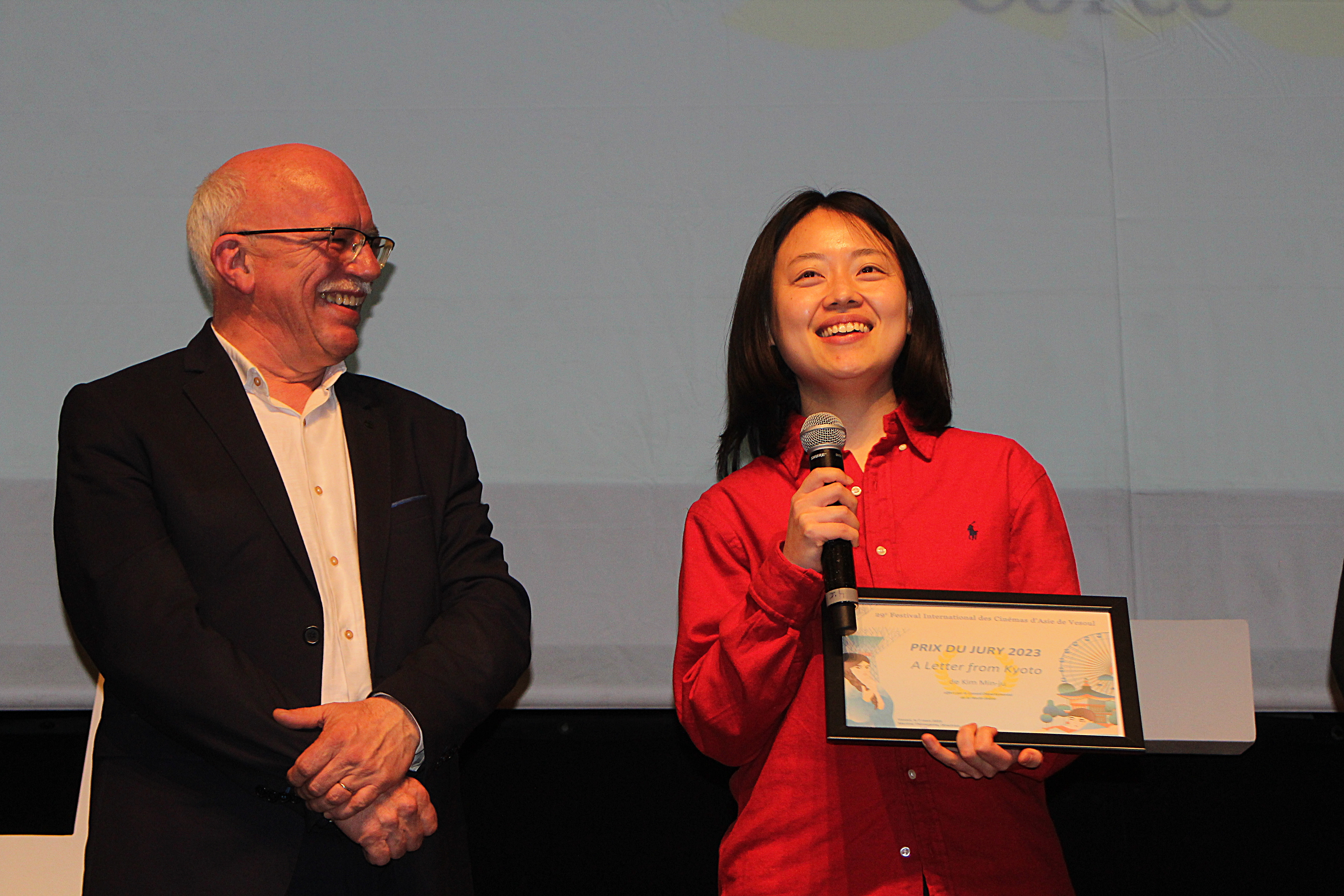
KIM Min-ju
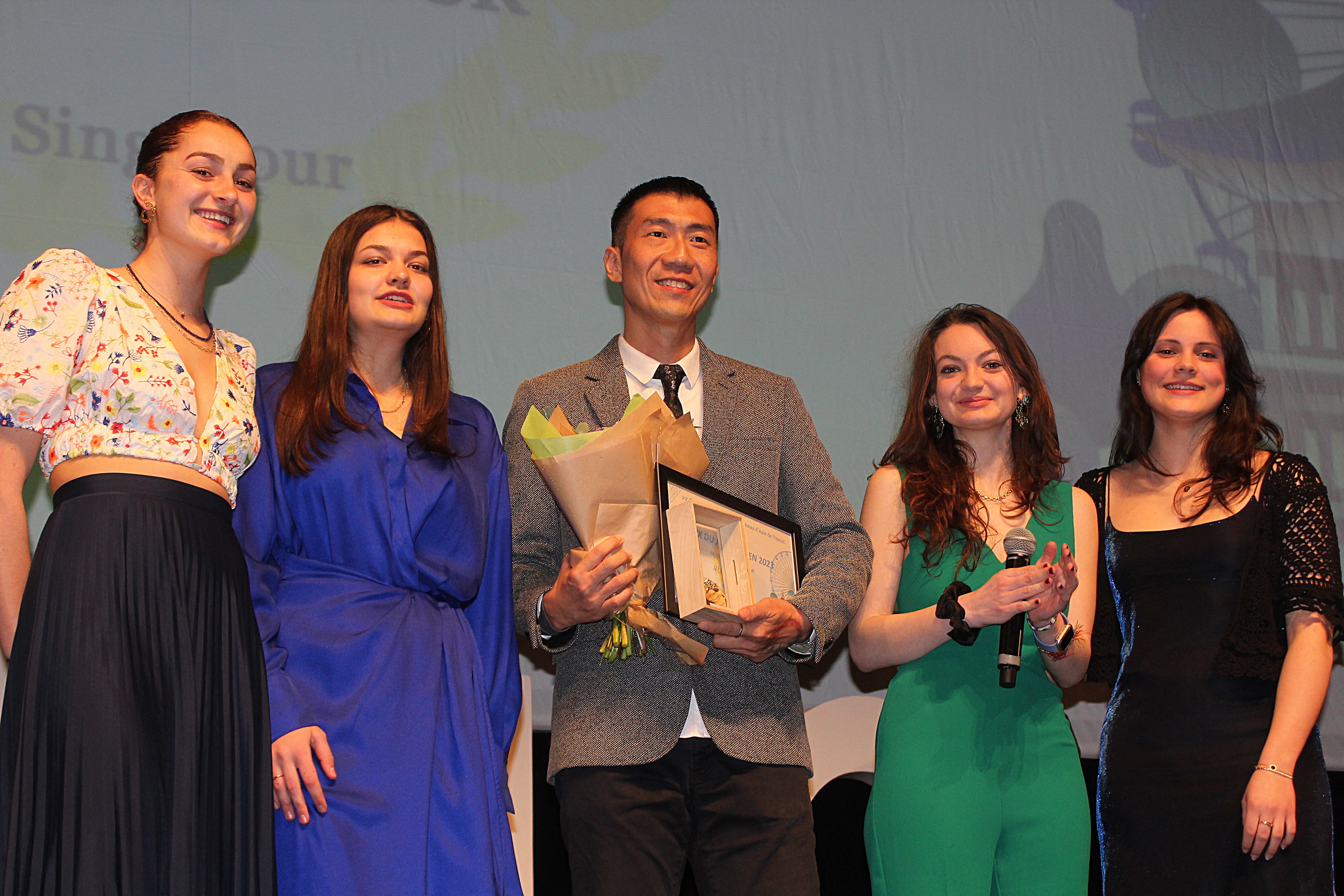
Ken KWEK et le Jury Lycéen
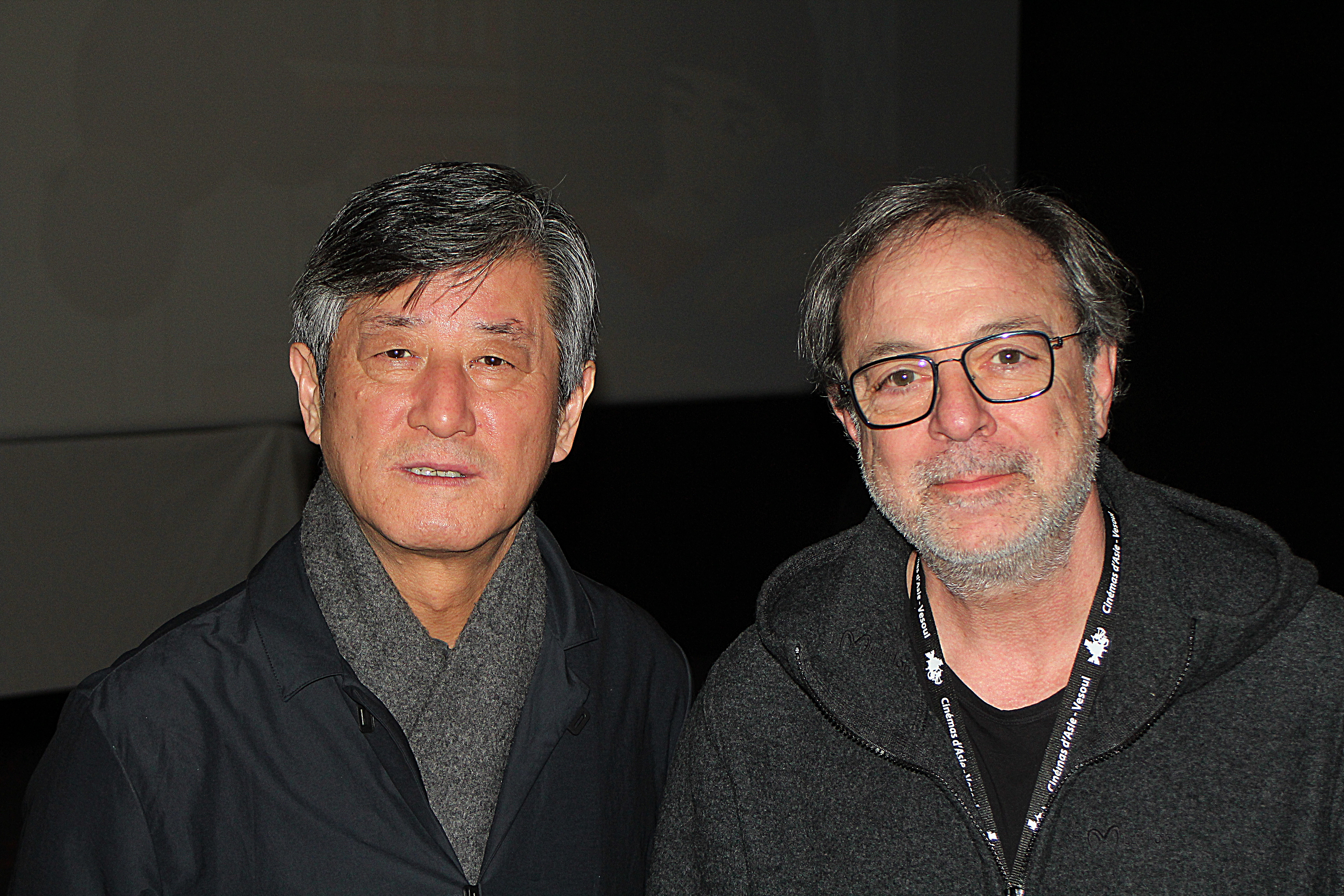
LEE Yong-kwan et Semih KAPLANOGLU
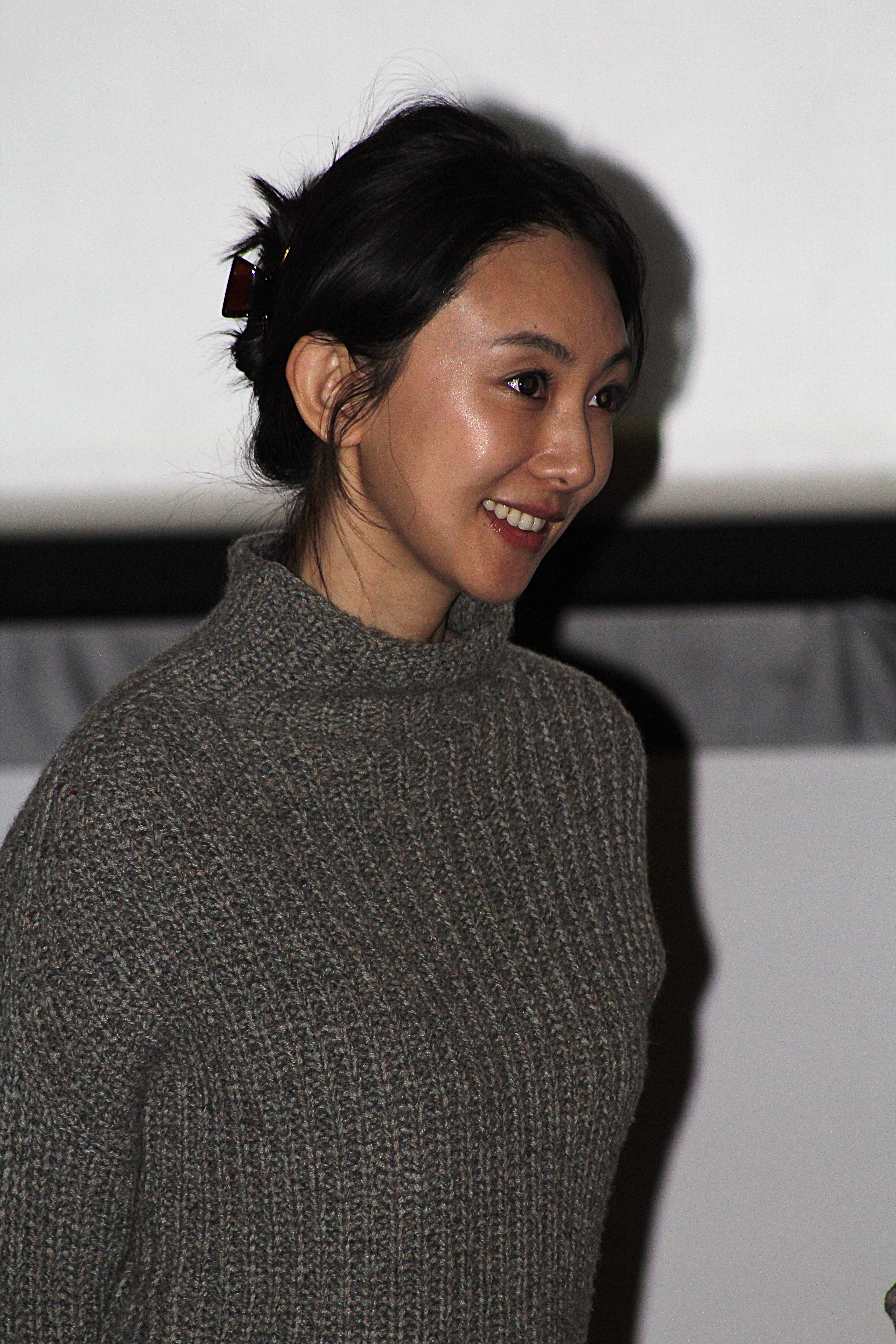
LIU Yulin
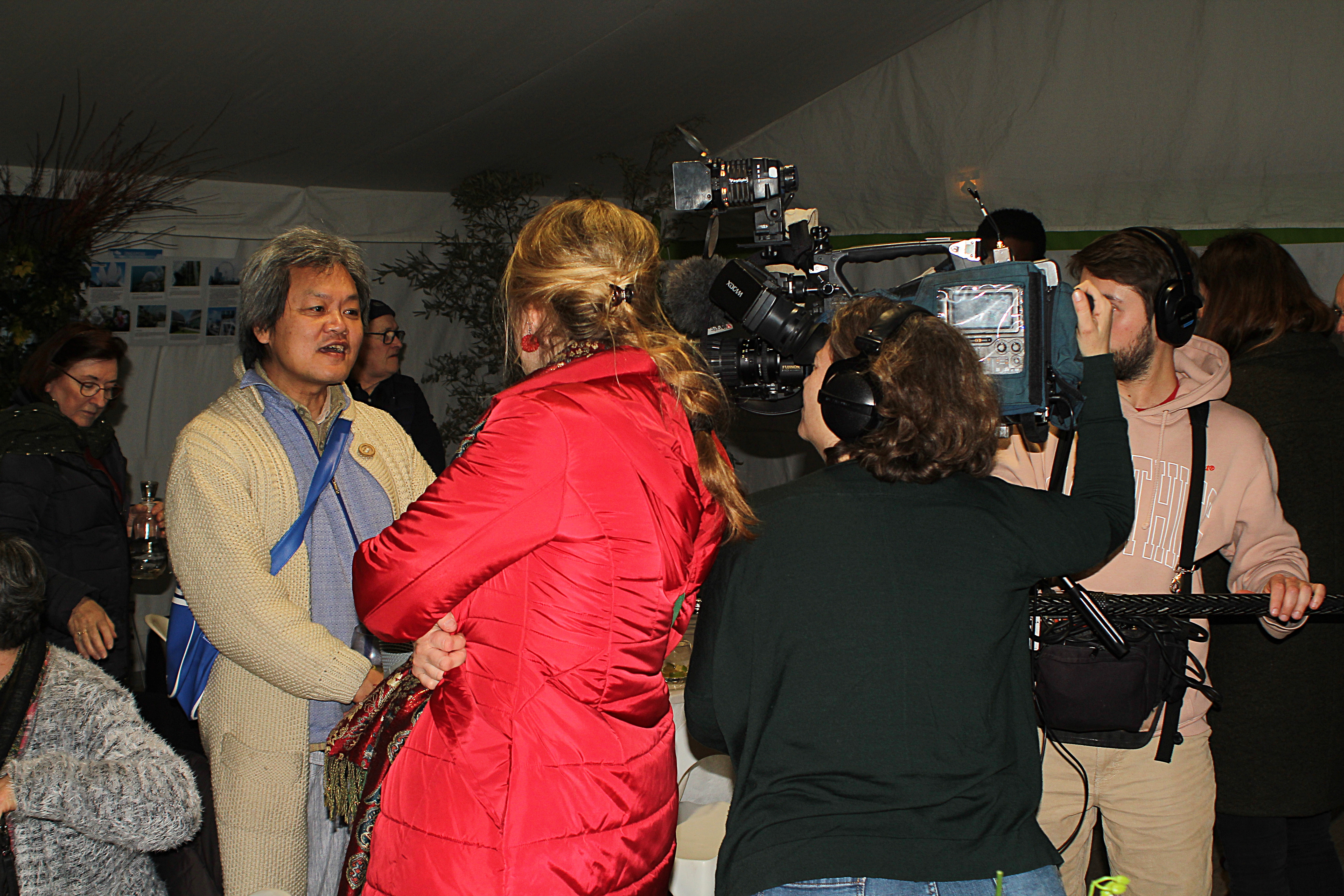
Kiye Simon LUANG en interview pour France3 Franche Comté
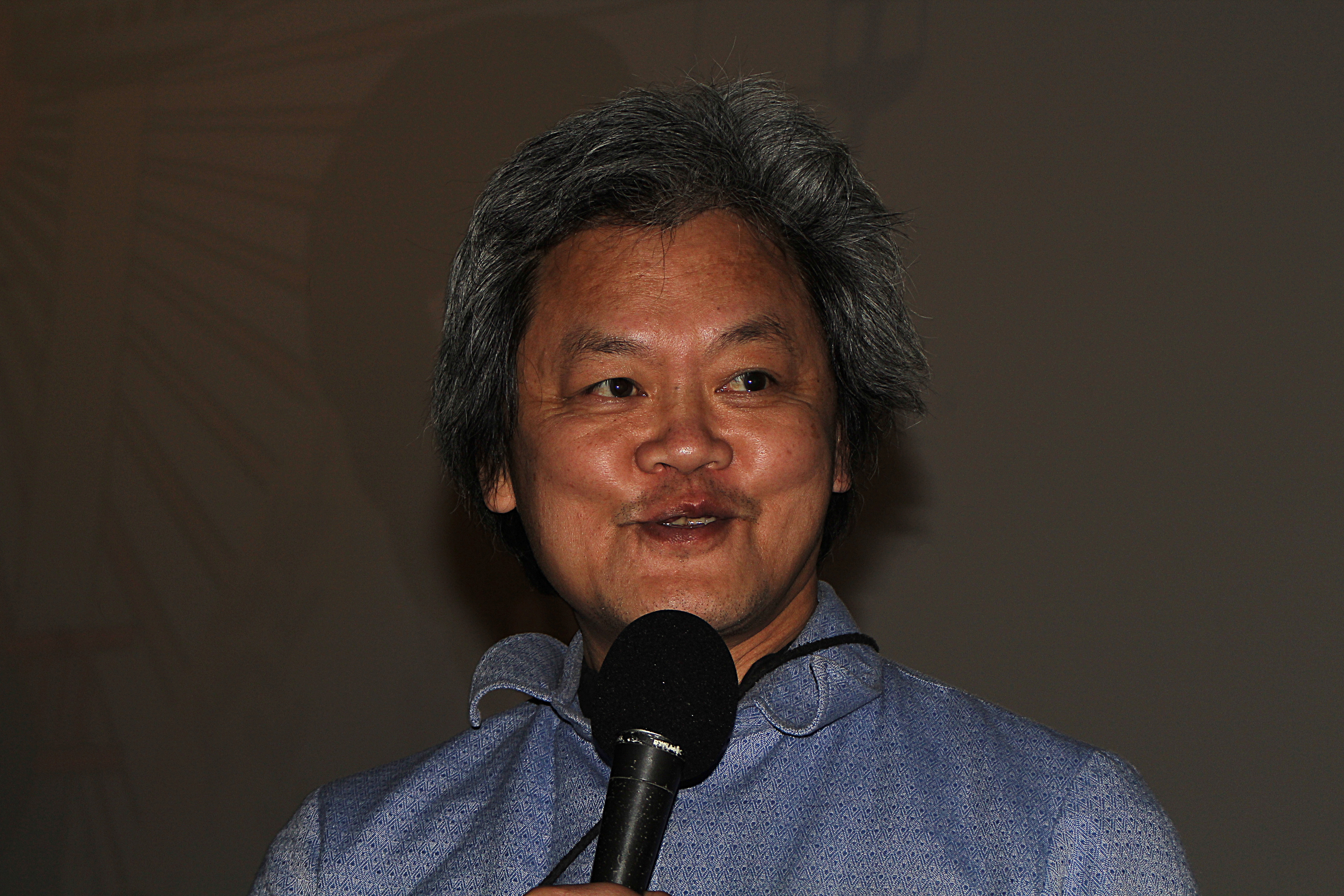
Kiye Simon LUANG
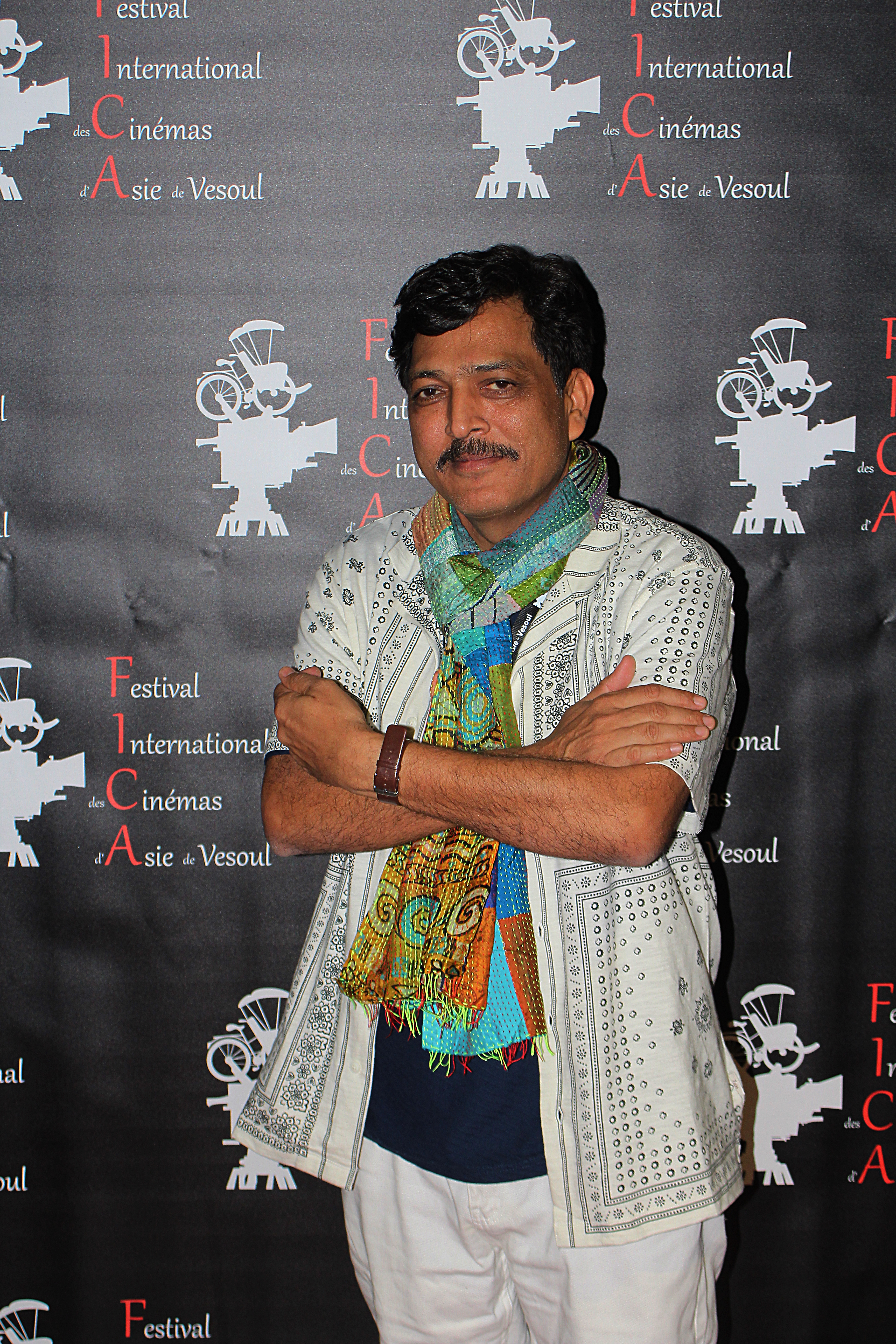
Praveen MORCHHALE
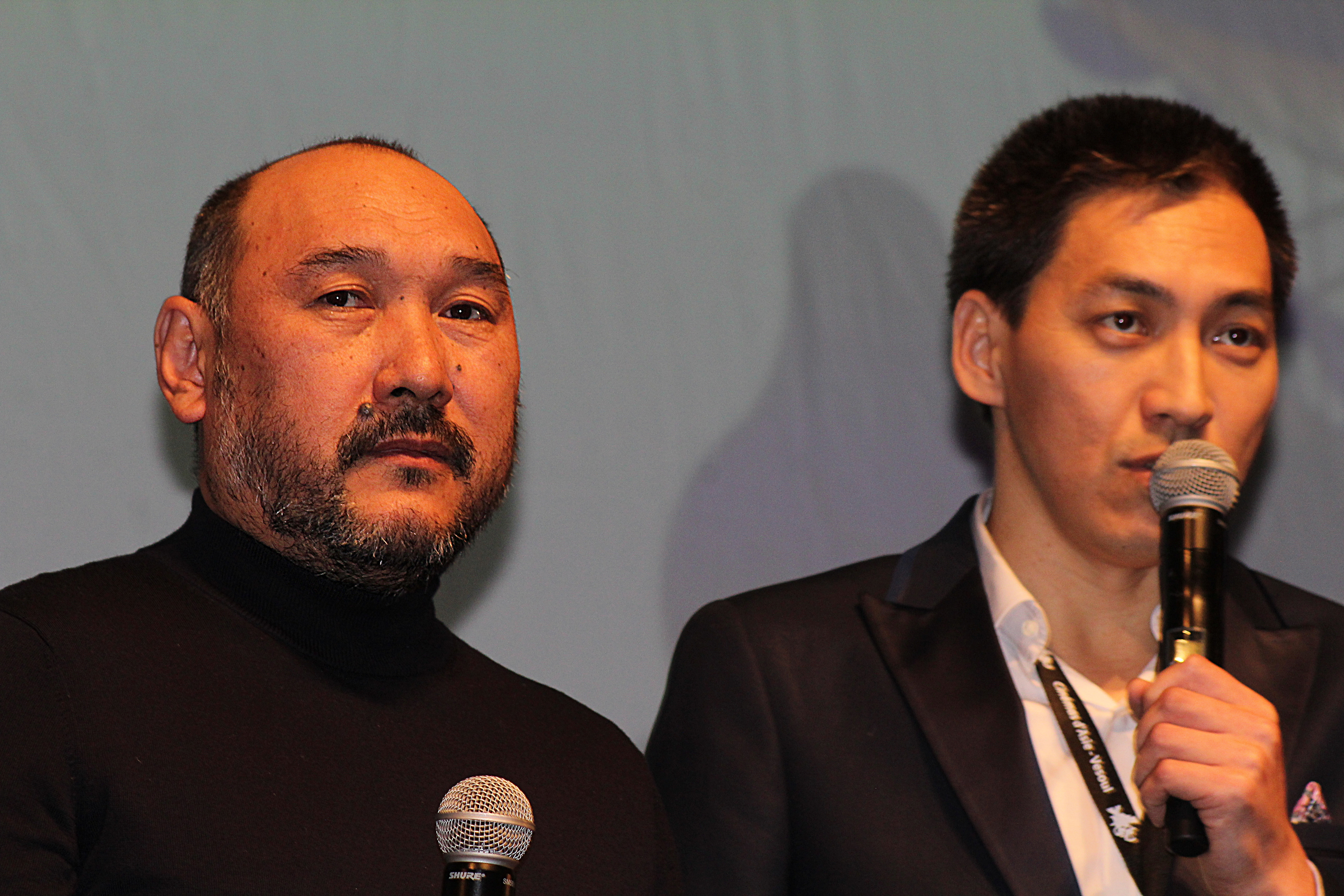
Yerlan NURMUKHAMBETOV
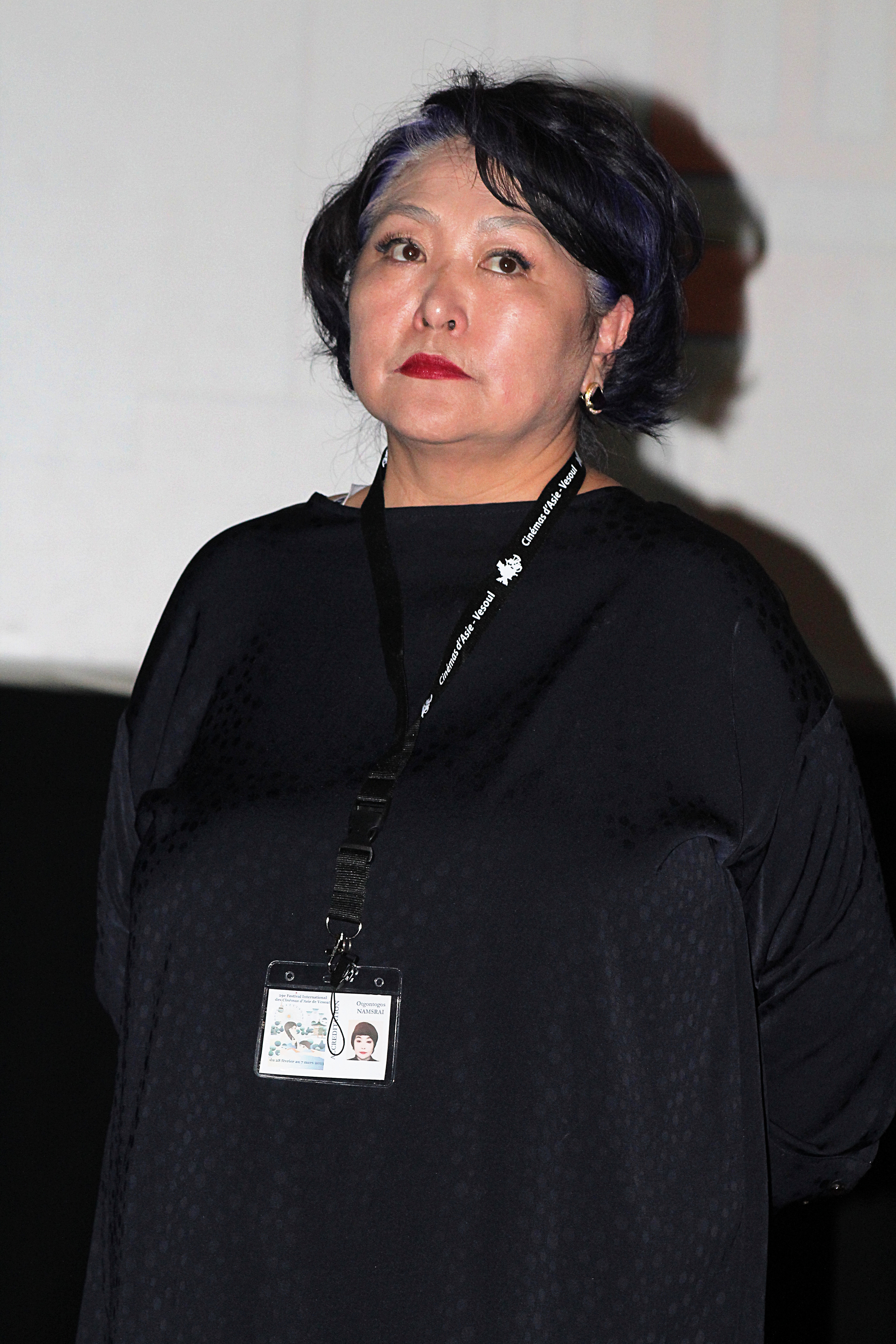
Namsrai OTGONTOGOS
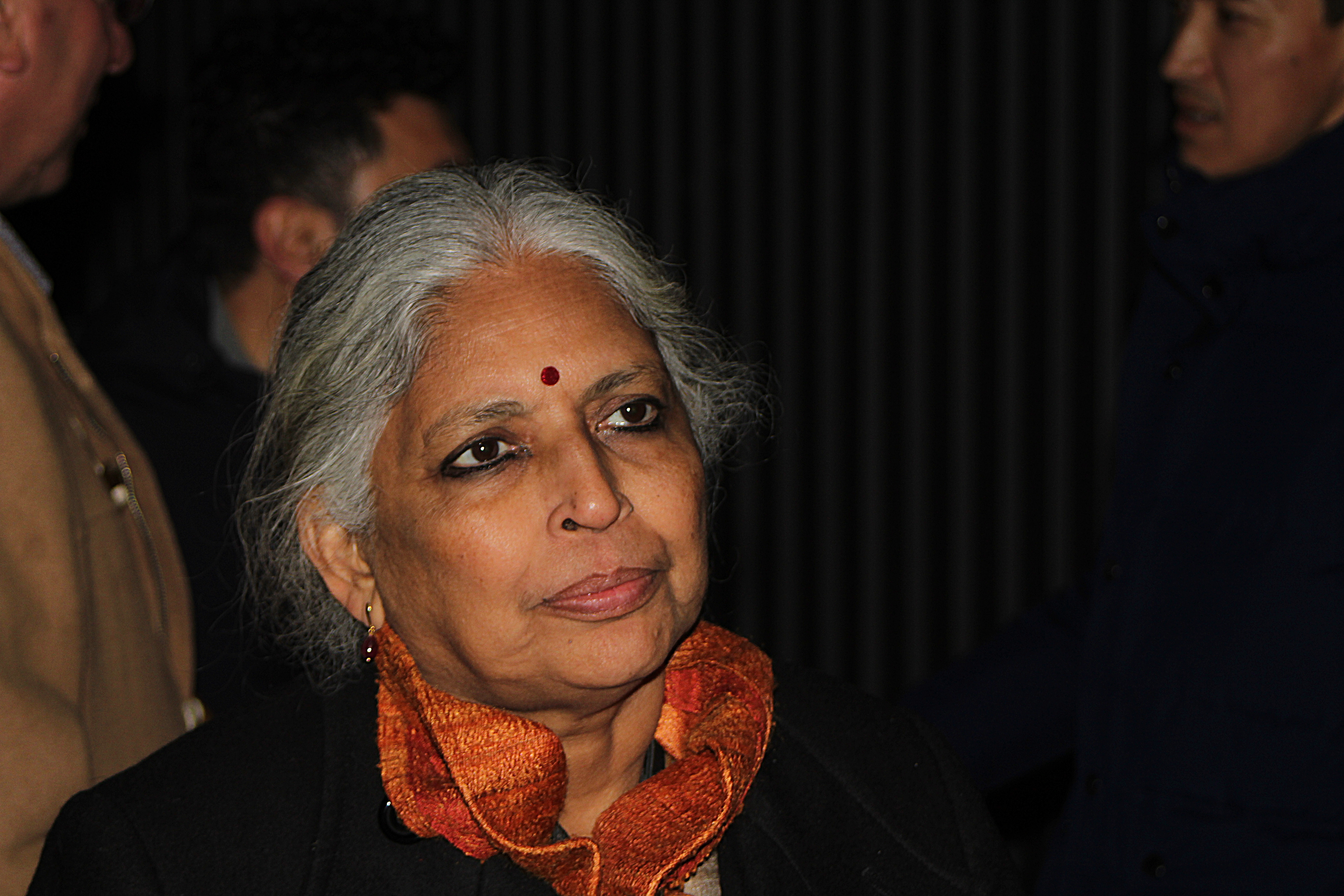
Bina PAUL
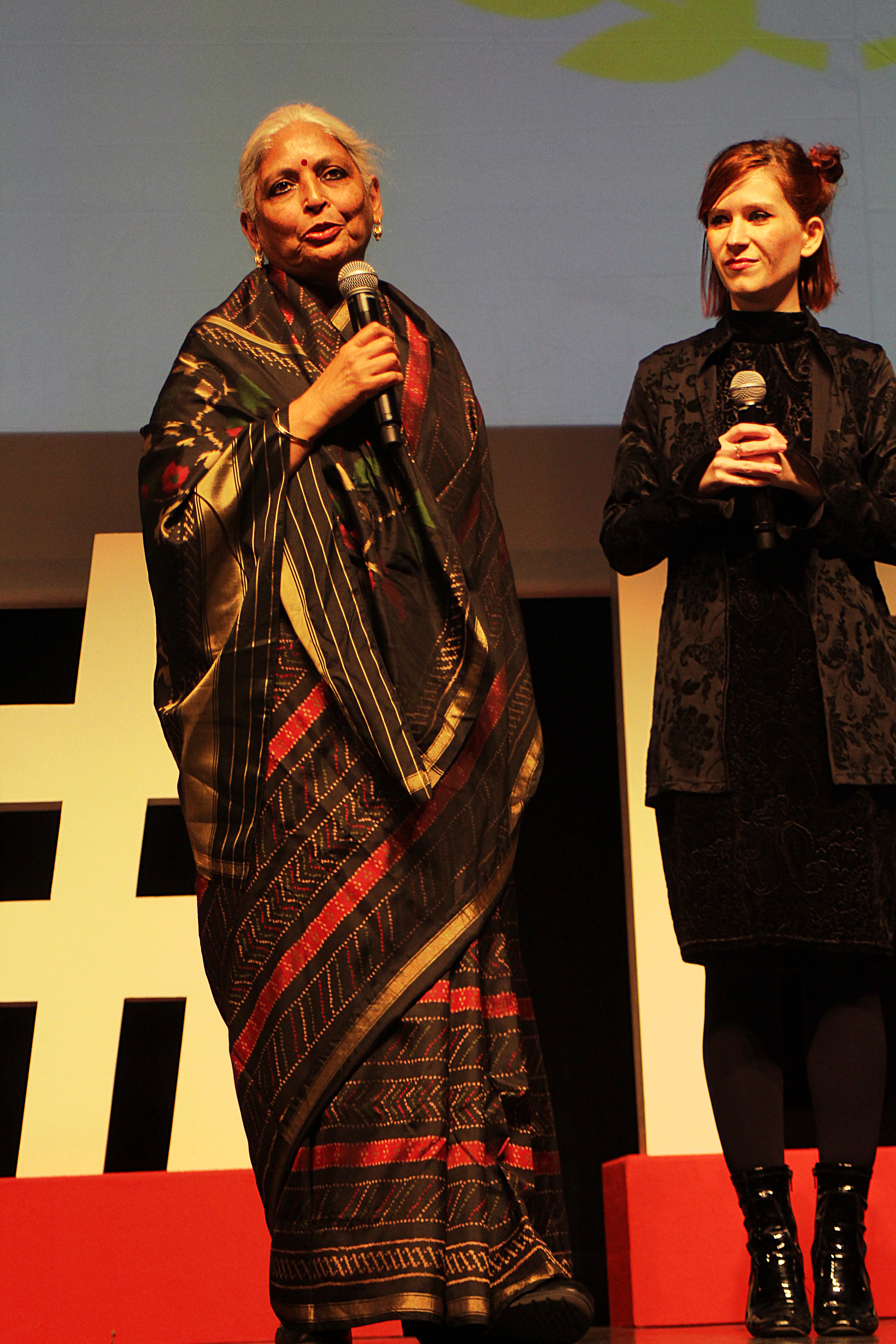
Bina PAUL et Géraldine DELAY
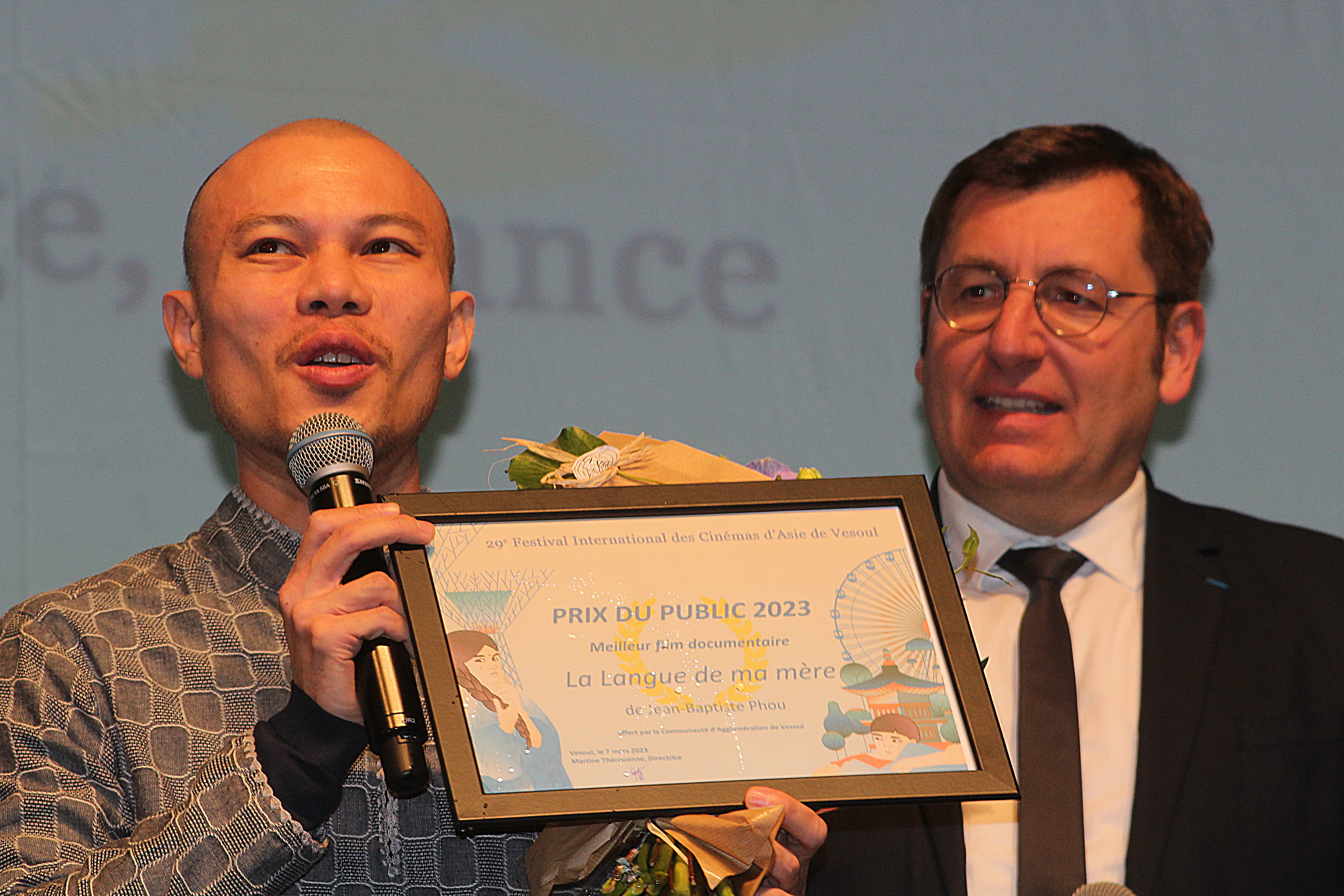
Jean Baptiste PHOU et Alain CHRETIEN, Maire de Vesoul
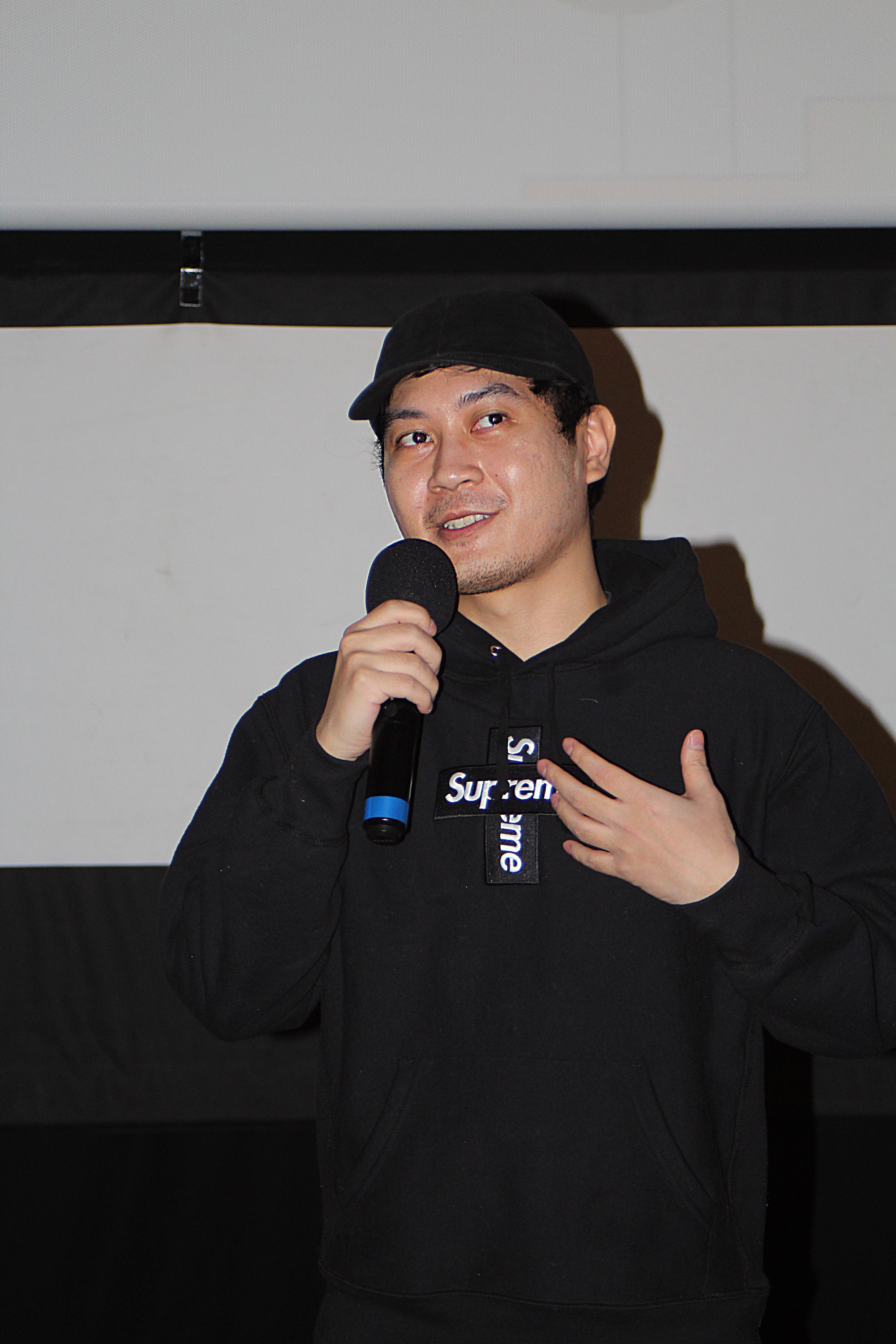
Mikhail RED
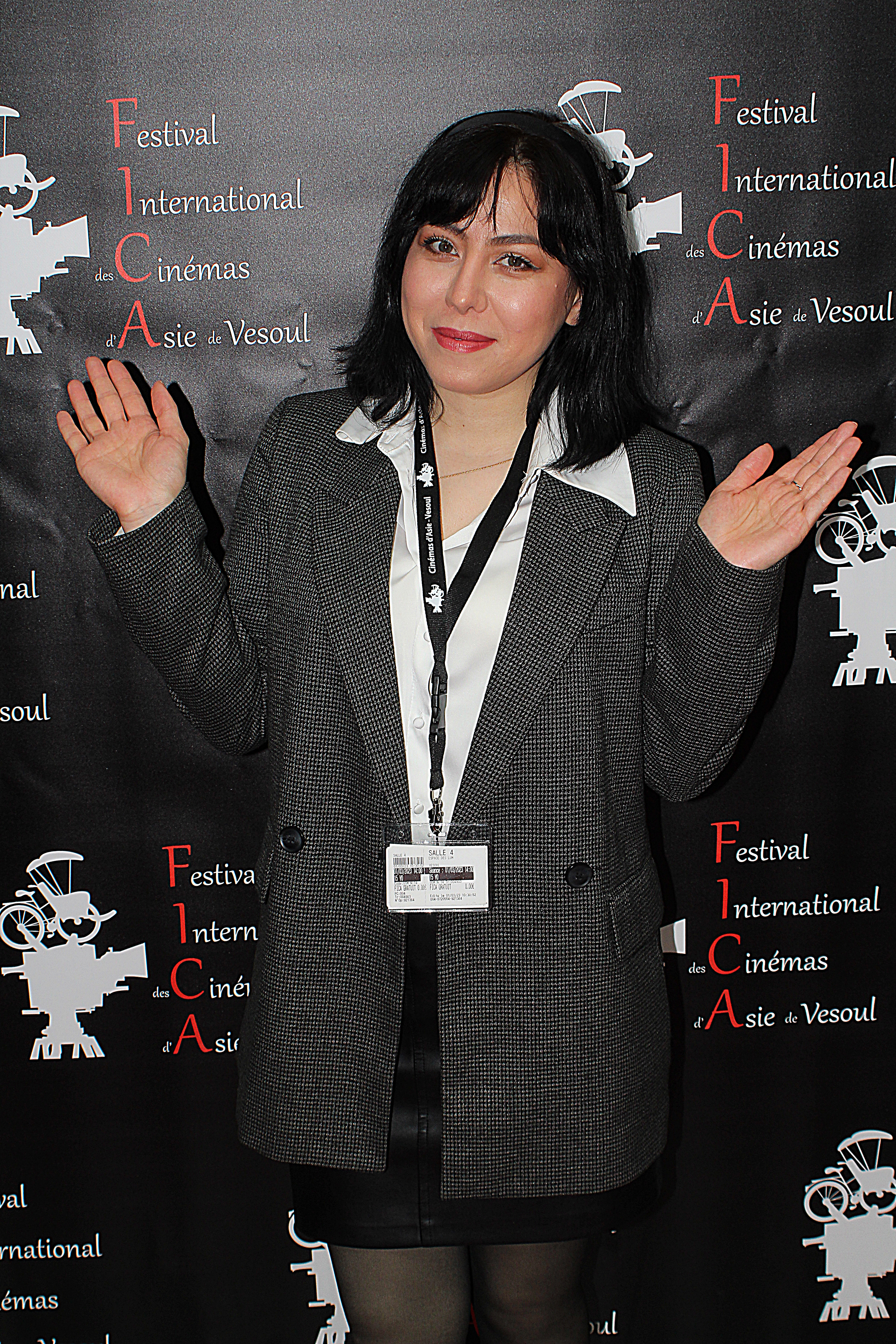
Masumeh REZAIE
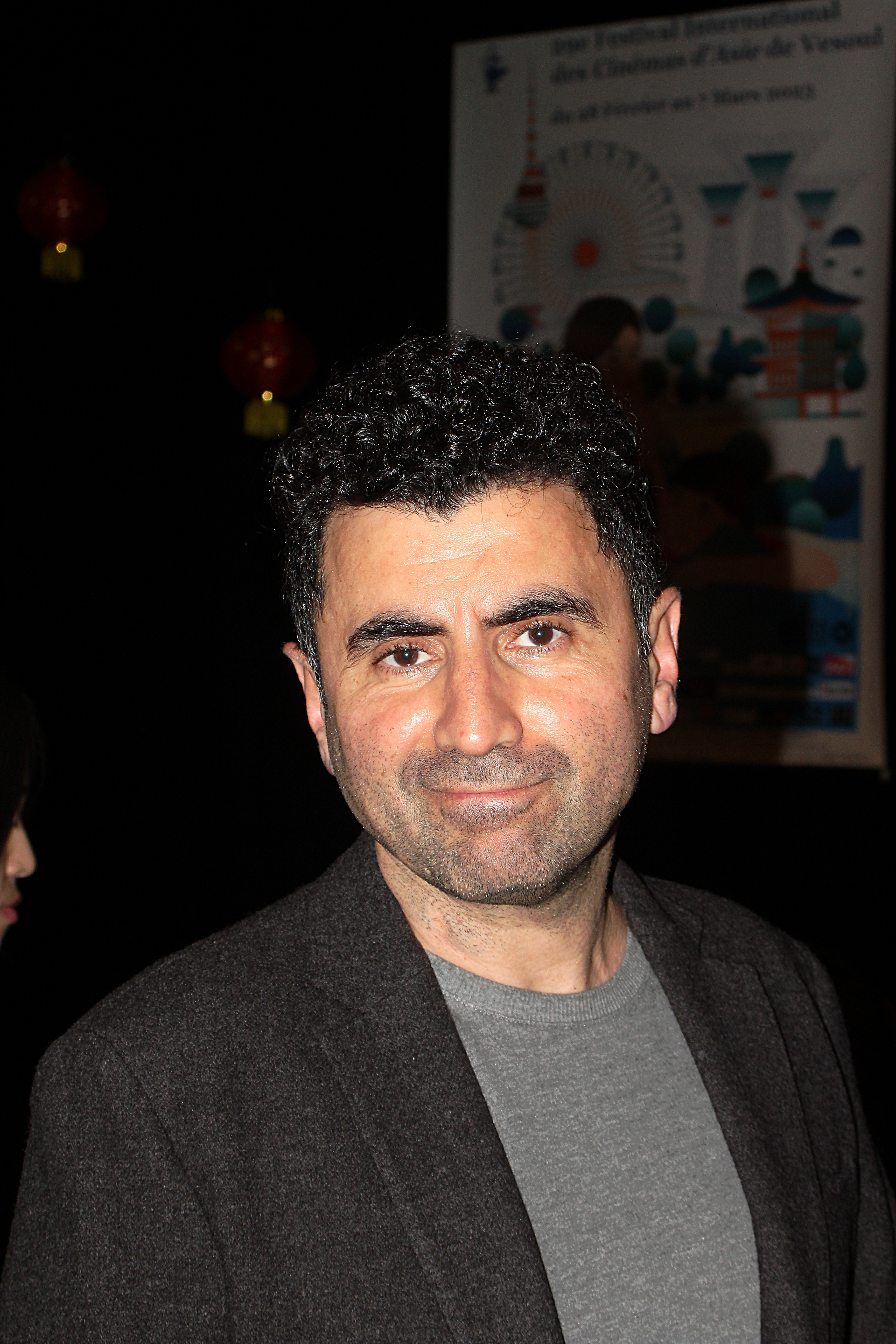
Asif RUSTAMOV
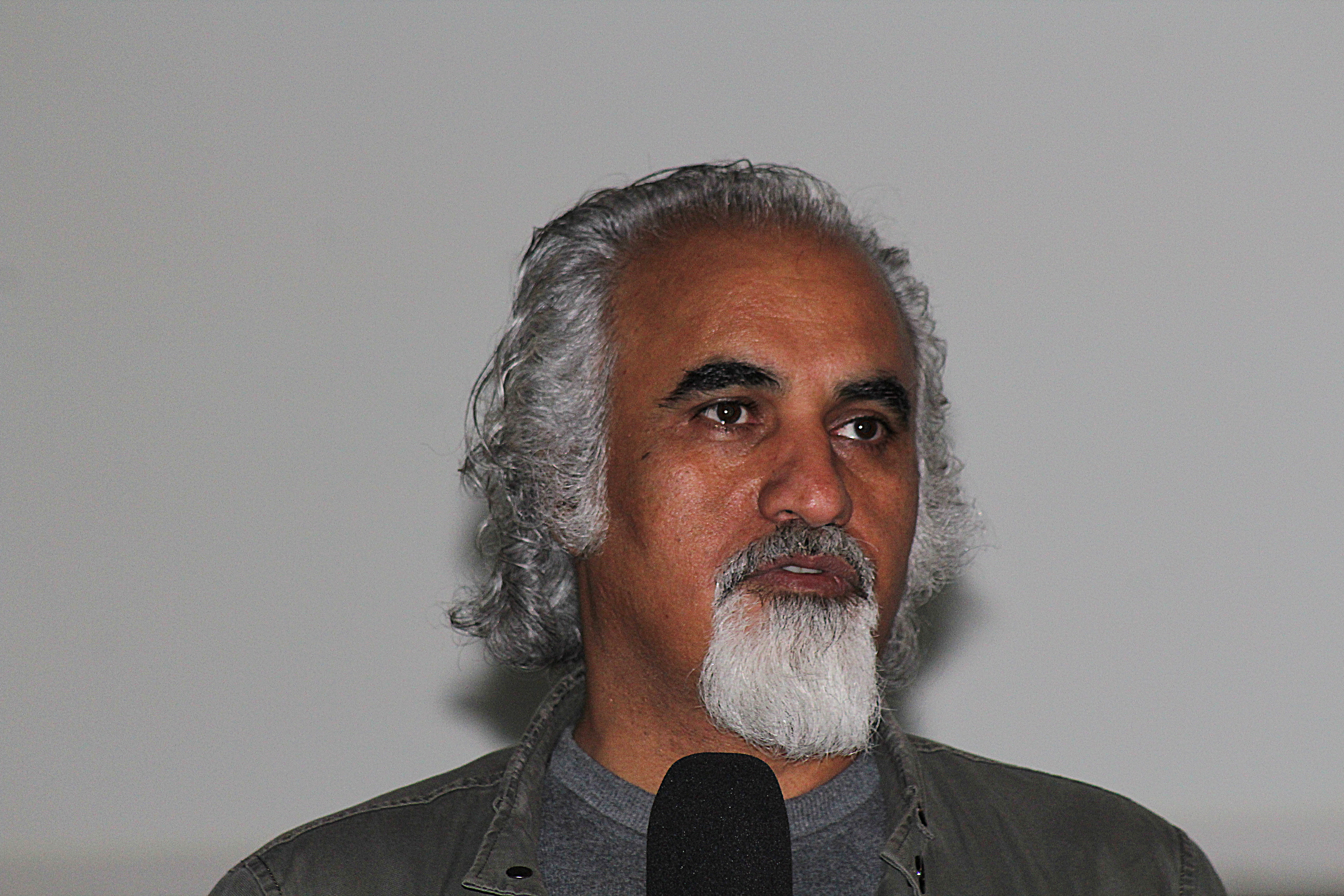
Nader SAEIVAR
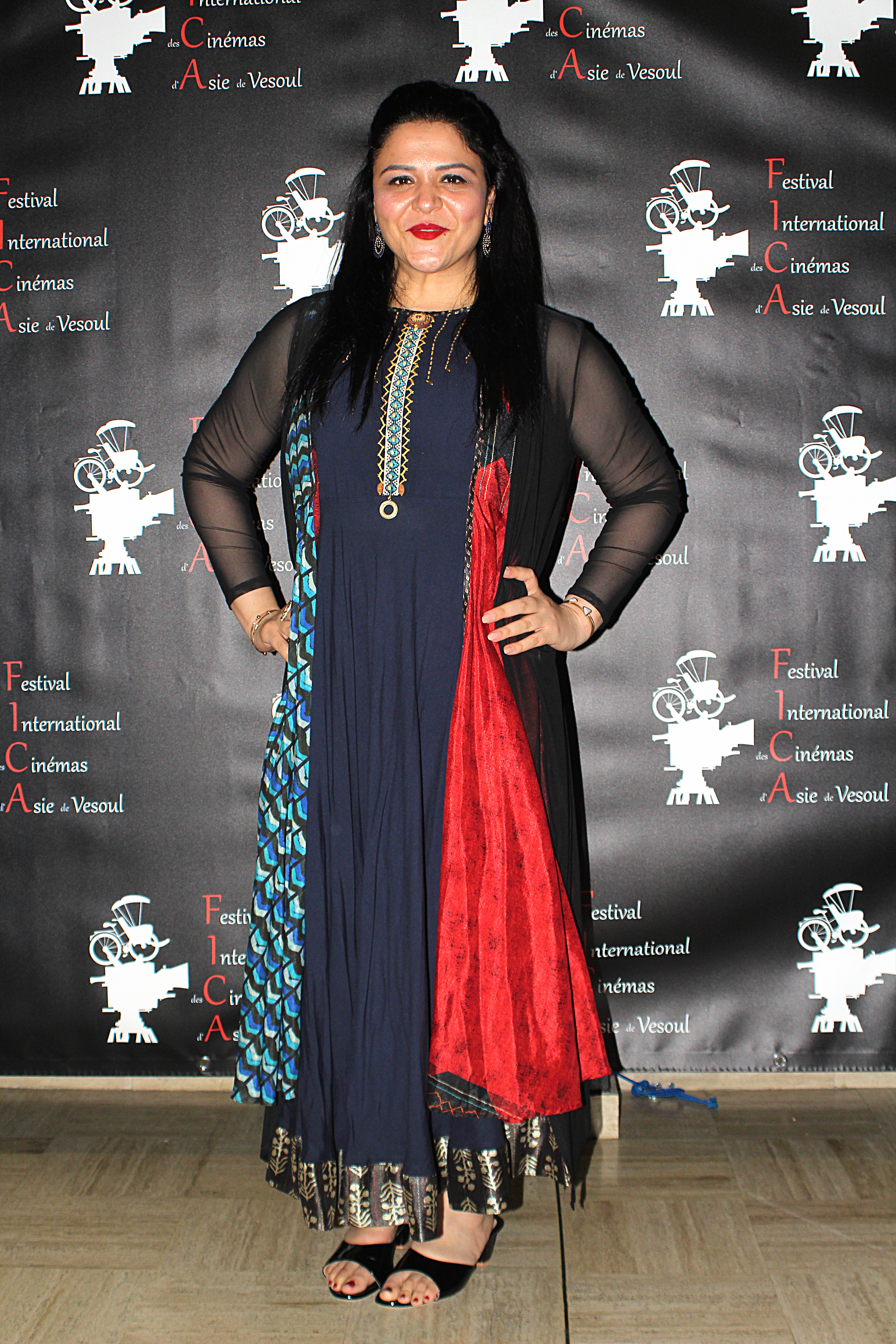
Ariana SAJNANI
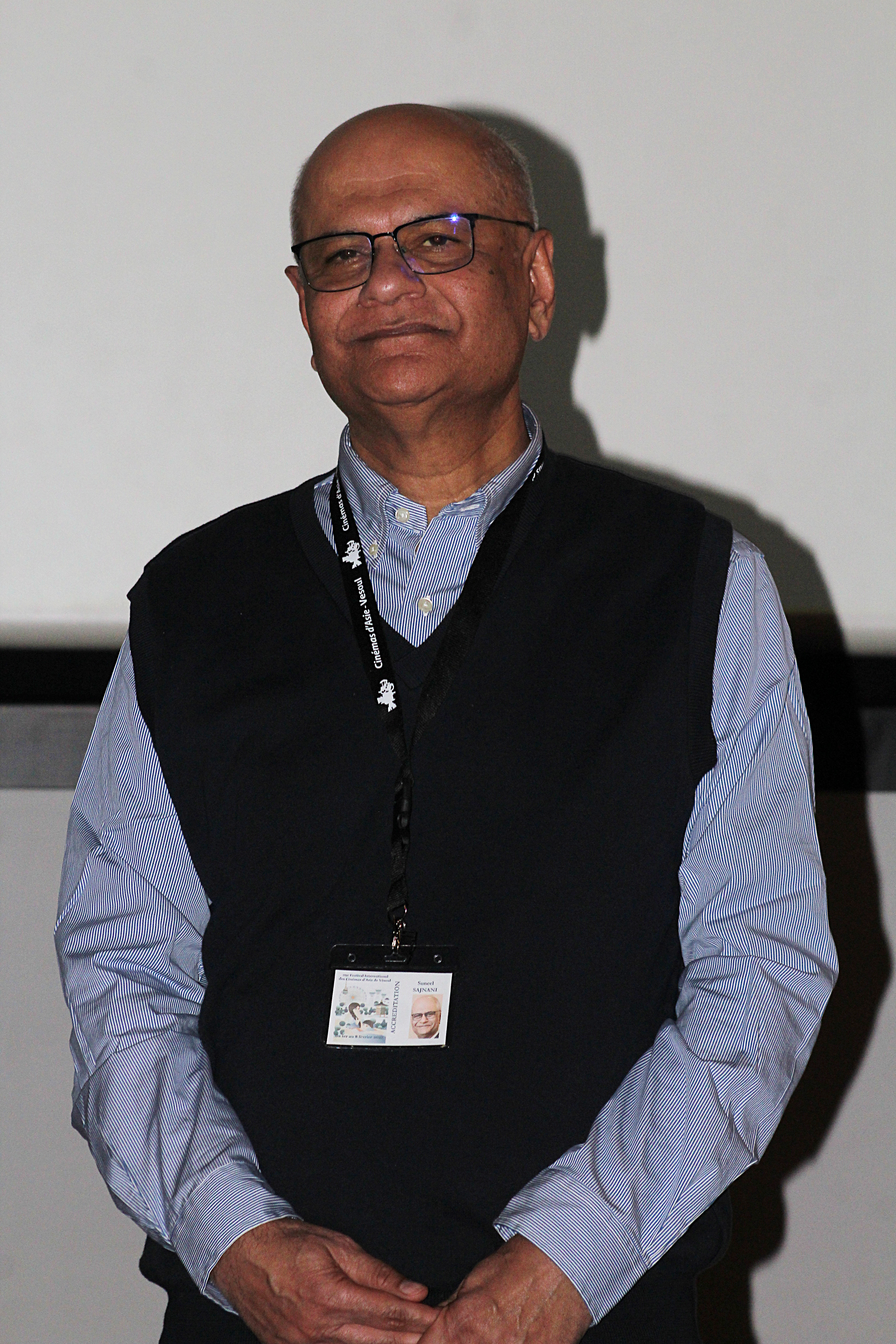
Suneel SAJNANI
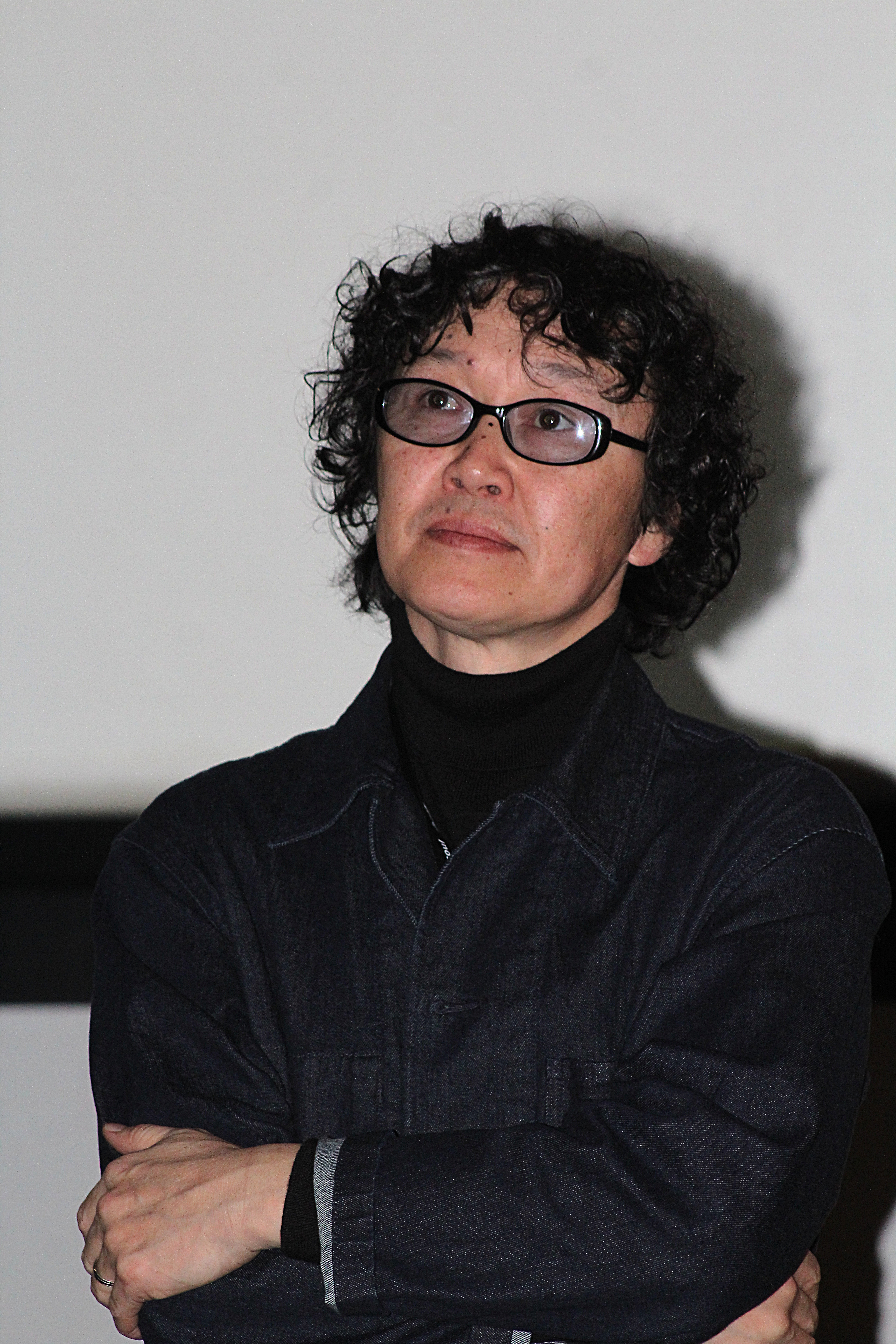
Janchivdorj SENGEDORJ
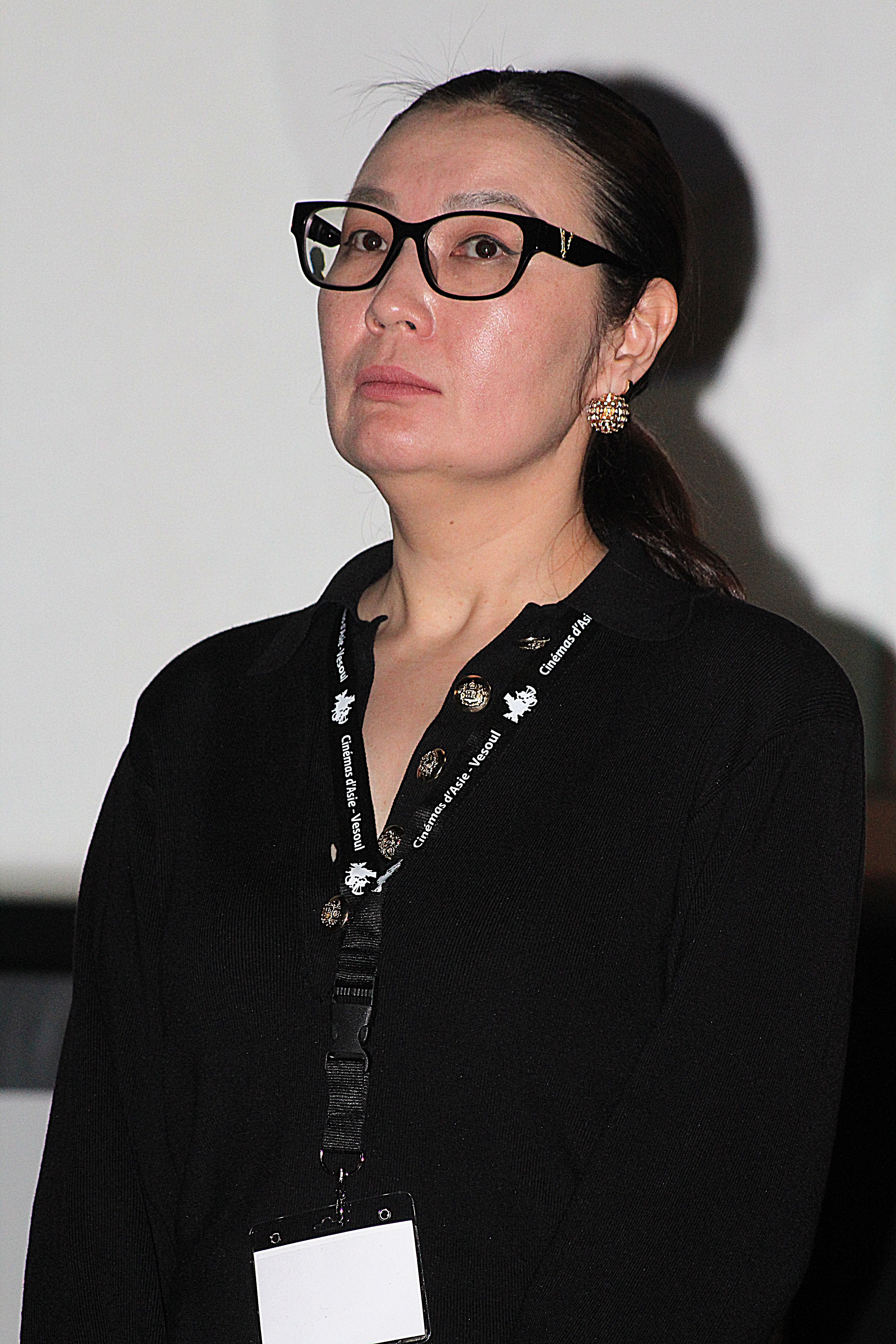
Nomuunzul TURMUNKH
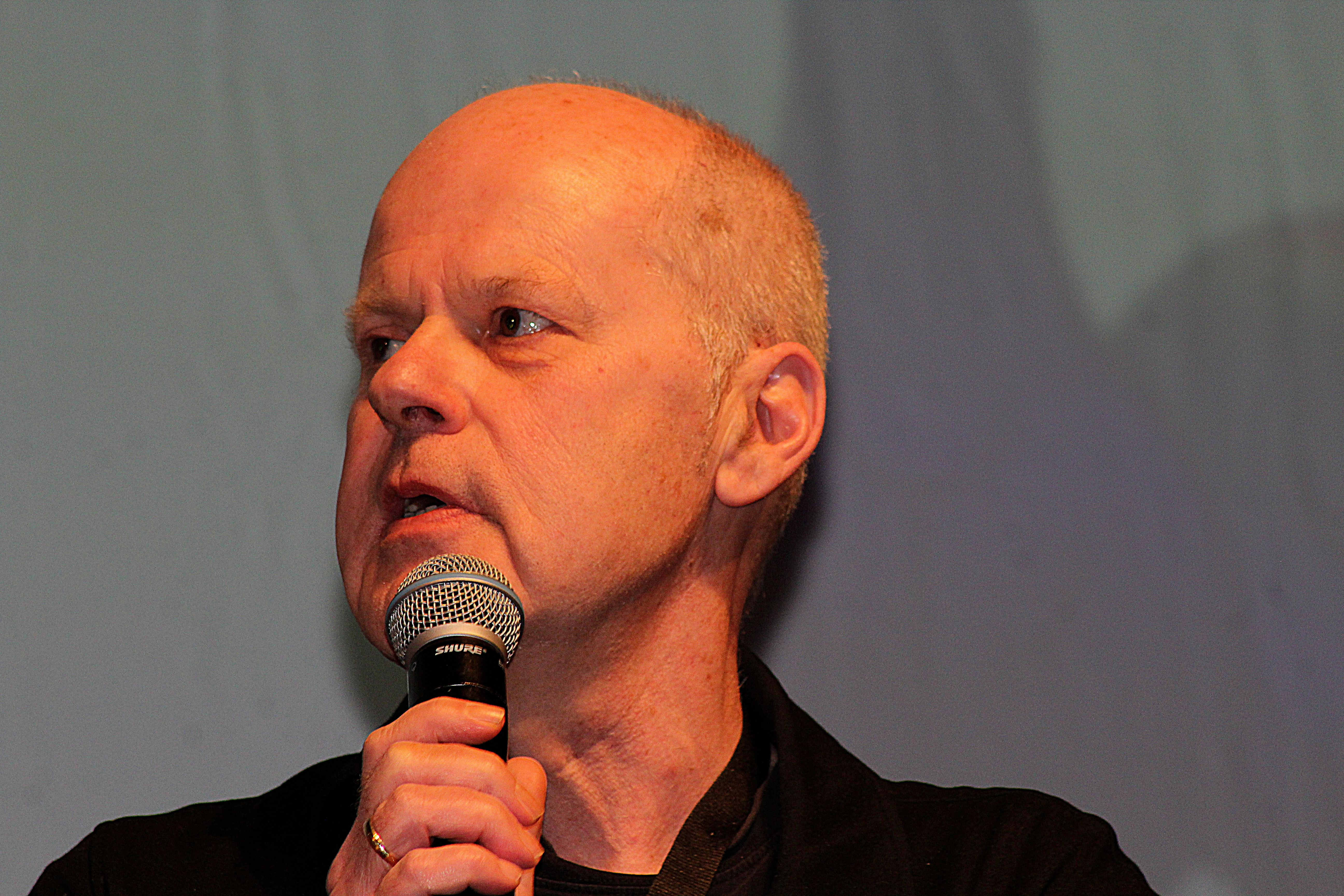
Andreas UNGERBÖK
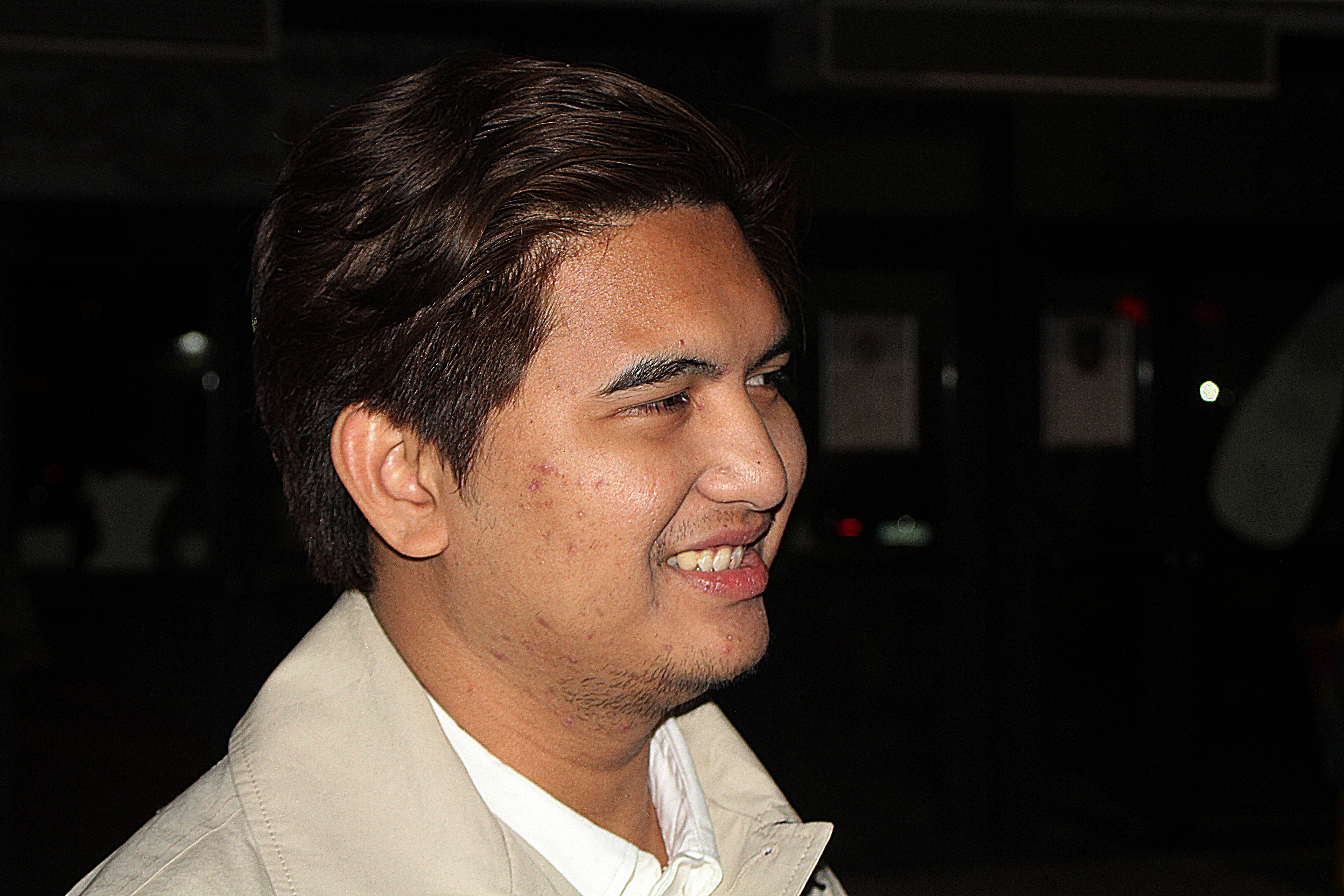
Roc VERDERA
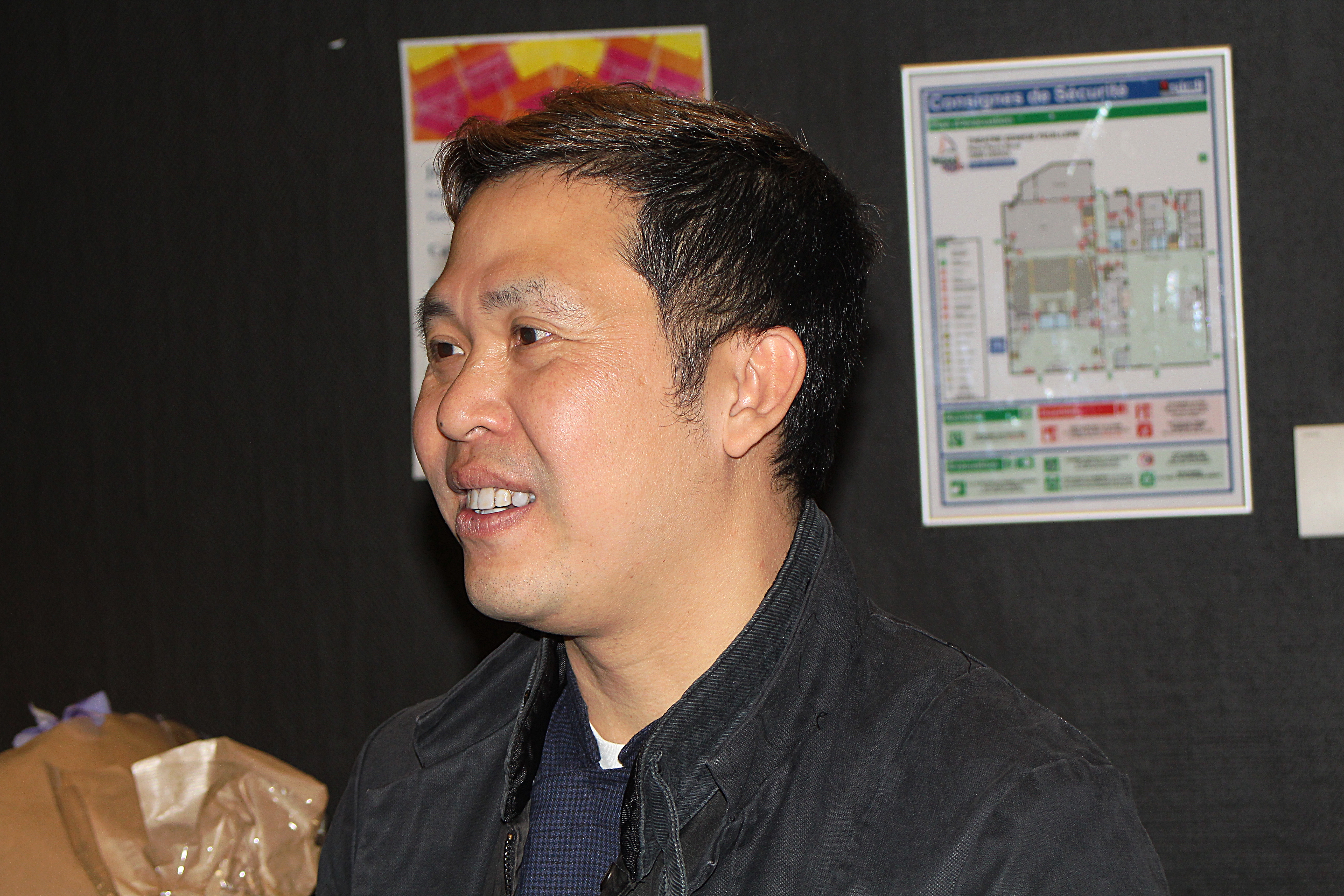
Manh Cuong Marcus VU